# Estado Novo (Portogallo)
L'Estado Novo (/ɨʃˈtaðu ˈnovu/, lett. "Nuovo Stato") era lo stato corporatista portoghese istituito nel 1933. Si evolse dalla Ditadura Nacional ("Dittatura nazionale") formata dopo il colpo di Stato del 28 maggio 1926 contro la democratica ma instabile Prima Repubblica. Insieme, la Ditadura Nacional e l'Estado Novo sono riconosciuti dagli storici come la Seconda Repubblica Portoghese (in portoghese Segunda República Portuguesa). L'Estado Novo, fortemente ispirato dalle ideologie conservatrici ed autocratiche, venne sviluppato da António de Oliveira Salazar, che fu Presidente del Consiglio dei Ministri dal 1932 fino a quando la malattia lo costrinse a lasciare l'incarico nel 1968.
L'Estado Novo è stato uno dei regimi autoritari più longevi in Europa nel XX secolo. Contrario a comunismo, socialismo, sindacalismo, anarchismo, liberalismo e anticolonialismo, il regime era conservatore, corporatista e nazionalista per natura, difendendo il cattolicesimo tradizionale del Portogallo. La sua politica prevedeva la perpetuazione del Portogallo come nazione pluricontinentale sotto la dottrina del lusotropicalismo, con Angola, Mozambico ed altri territori portoghesi come estensioni del Portogallo stesso, essendo una presunta fonte di civiltà e stabilità per le società d'oltremare nei possedimenti africani e asiatici. Sotto l'Estado Novo, il Portogallo cercò di perpetuare un vasto impero secolare con un'area totale di 2 168 071 chilometri quadri (837 097 mi²), mentre altre ex potenze coloniali avevano, a questo punto, ampiamente aderito alle richieste globali di autodeterminazione e indipendenza delle loro colonie d'oltremare.
Il Portogallo entrò a far parte delle Nazioni Unite (ONU) nel 1955 e fu membro fondatore della NATO (1949), dell'OCSE (1961) e dell'EFTA (1960). Nel 1968, Marcello Caetano venne nominato primo ministro in sostituzione di un Salazar anziano e debilitato; continuò a spianare la strada verso l'integrazione economica con l'Europa e un livello più elevato di liberalizzazione economica nel paese, raggiungendo la firma di un importante accordo di libero scambio con la Comunità economica europea (CEE) nel 1972.
Dal 1950 fino alla morte di Salazar nel 1970, il Portogallo vide il suo PIL pro capite aumentare a un tasso medio annuo del 5,7%. Nonostante la notevole crescita economica e la convergenza economica, alla caduta dell'Estado Novo nel 1974, il Portogallo aveva ancora il reddito pro capite più basso e il tasso di alfabetizzazione più basso dell'Europa occidentale (sebbene ciò sia continuato anche in seguito). Il 25 aprile 1974, la rivoluzione dei garofani a Lisbona, un colpo di Stato militare organizzato dagli ufficiali militari di sinistra portoghesi – il Movimento delle Forze Armate (MFA) – portò alla fine dell'Estado Novo.

## Antefatti
Il re Carlo I del Portogallo confermò i trattati coloniali del XIX secolo che stabilizzarono la situazione nell'Africa portoghese. Questi accordi erano, tuttavia, impopolari in Portogallo, dove erano visti come a svantaggio del paese. Inoltre, il Portogallo venne dichiarato fallito due volte, la prima il 14 giugno 1892 e di nuovo il 10 maggio 1902, causando disordini industriali, antagonismo socialista e repubblicano e critiche della stampa alla monarchia. Carlo rispose nominando João Franco primo ministro e successivamente accettando lo scioglimento del Parlamento. Nel 1908, Carlo I venne assassinato a Lisbona da antimonarchici. La monarchia portoghese durò fino al 1910 quando, attraverso la rivoluzione del 5 ottobre, venne rovesciata e il Portogallo venne proclamato repubblica. Il rovesciamento della monarchia portoghese nel 1910 portò a una lotta di 16 anni per sostenere la democrazia parlamentare sotto il repubblicanesimo – la Prima Repubblica portoghese (1910-1926).
Il coup d'état del 28 maggio 1926 o, durante il periodo dell'Estado Novo, la Rivoluzione Nazionale (in portoghese Revolução Nacional), fu un'azione militare che pose fine alla caotica Prima Repubblica portoghese e diede inizio alla Ditadura Nacional (Dittatura nazionale).
Con le organizzazioni fasciste popolari ed ampiamente sostenute in molti paesi (come il fascismo ed il nazionalsocialismo) come antagoniste dell'ideologia comunista, António de Oliveira Salazar sviluppò l'Estado Novo, che può essere descritto come un governo corporatista di destra. La base del suo regime era una piattaforma di stabilità, in diretto contrasto con l'ambiente instabile della Prima Repubblica.
Secondo alcuni studiosi portoghesi come Jaime Nogueira Pinto e Rui Ramos, le sue prime riforme e politiche cambiarono l'intera nazione riportandovi stabilità politica e finanziaria e quindi un tranquillo ordine sociale e una moderata crescita economica, dopo gli anni politicamente instabili e finanziariamente caotici della Prima Repubblica portoghese (1910-1926). Dopo la Prima Repubblica, quando nemmeno l'ordine pubblico era stato raggiunto, questo sembrò un impressionante passo avanti alla maggior parte della popolazione; a questo punto Salazar raggiunse l'apice della sua popolarità. Questa trasformazione del Portogallo era allora conosciuta come A Lição de Salazar – "La lezione di Salazar". Il programma di Salazar era contrario al comunismo, al socialismo ed al liberalismo. Era filo-cattolico, conservatore e nazionalista. La sua politica prevedeva la perpetuazione del Portogallo come impero pluricontinentale, finanziariamente autonomo e politicamente indipendente dalle superpotenze dominanti, e fonte di civiltà e stabilità per le società d'oltremare nell'Africa ed i possedimenti asiatici. In termini geopolitici ed economici, l'Estado Novo promosse una maggiore integrazione delle colonie nel sistema economico portoghese (area monetaria dell'escudo), utilizzandole come fonte di materie prime e come mercati protetti per i prodotti finiti realizzati in Portogallo.
Per tutti gli anni '30 e '40, Salazar aveva fortemente resistito alla nozione di lusotropicalismo dello storico brasiliano Gilberto Freyre, in parte perché Freyre affermava che i portoghesi erano più inclini di altre nazioni europee al meticciato. Salazar adottò il lusotropicalismo solo dopo aver sponsorizzato Freyre in una visita in Portogallo e in alcuni dei suoi territori d'oltremare nel 1951 e 1952. Il lavoro di Freyre, Aventura e Rotina ("Avventura e routine") è il risultato di questa visita.
L'Estado Novo adottò gradualmente a partire dal secondo dopoguerra una versione semplificata del lusotropicalismo, che trovò concreti riflessi politici nel suo approccio all'amministrazione coloniale, in particolare durante il mandato di Adriano Moreira al Ministero d'Oltremare. Il regime promosse quindi una visione del colonialismo portoghese come benefico e benevolo, delineando l'Estado Novo come una nazione multiculturale, multirazziale e pluricontinentale. 
Sotto il regime dell'Estado Novo, la stella sportiva più importante del Portogallo, Eusébio da Silva Ferreira, e l'ufficiale militare più decorato delle forze armate portoghesi, Marcelino da Mata, erano entrambi cittadini portoghesi neri nati e cresciuti nei territori africani del Portogallo.

## Il regime

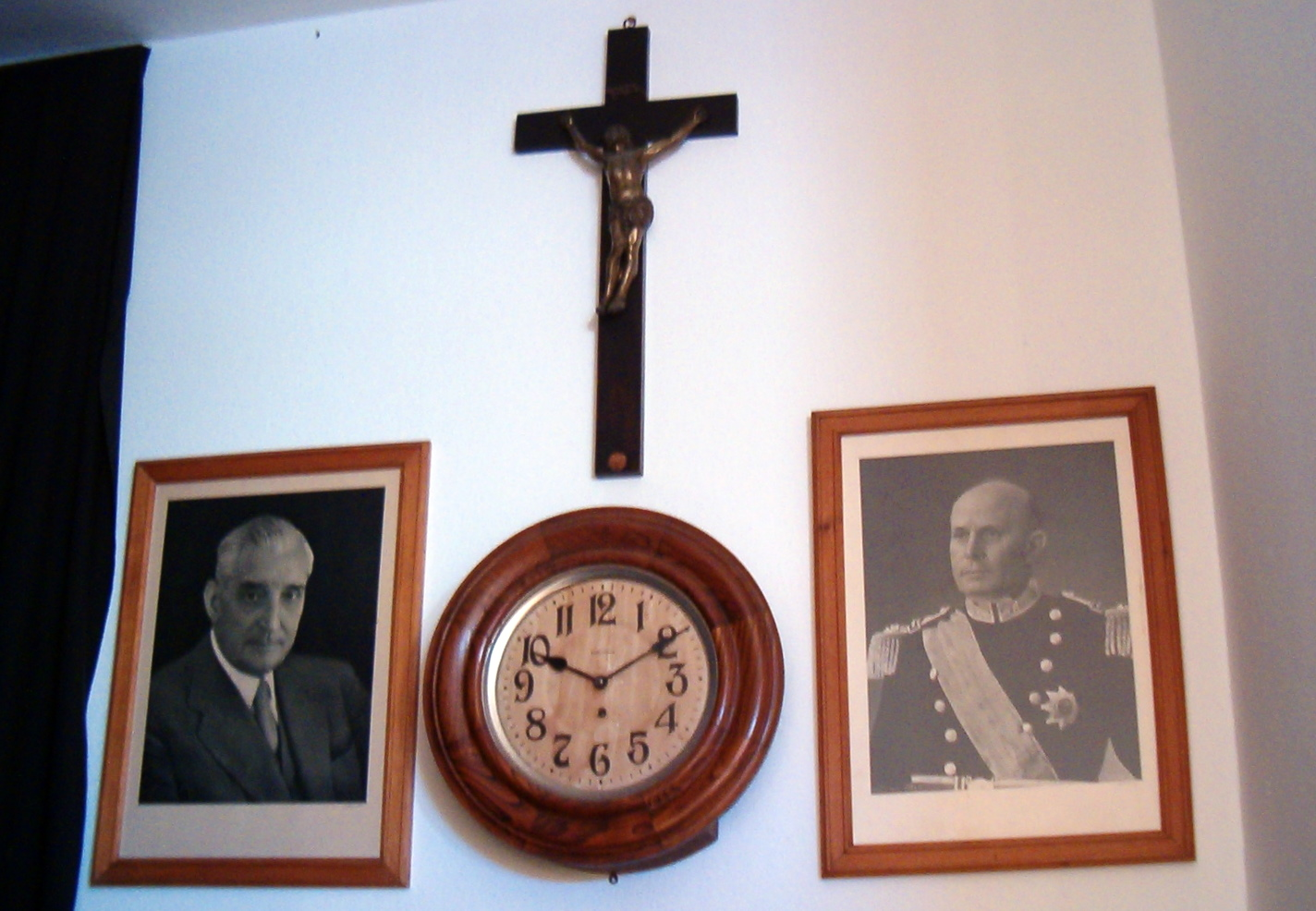
Nel periodo dell'Estado Novo erano affissi sui muri di tutte le scuole del paese i ritratti di Salazar e Américo Tomás ai lati del crocifisso

L'Estado Novo basava la sua filosofia politica su una stretta interpretazione della dottrina sociale cattolica, molto simile al regime contemporaneo di Engelbert Dollfuss in Austria. Il sistema economico, noto come corporativismo, si basava su analoghe interpretazioni delle encicliche papali Rerum novarum (Leone XIII, 1891) e Quadragesimo anno (Pio XI, 1931), che avevano lo scopo di prevenire la lotta di classe e trasformare le preoccupazioni economiche in secondo piano rispetto ai valori sociali. Rerum novarum sosteneva che le associazioni di lavoro facevano parte dell'ordine naturale, come la famiglia. Il diritto degli uomini di organizzarsi in sindacati e d'impegnarsi in attività lavorative era quindi intrinseco e non poteva essere negato dai datori di lavoro o dallo stato. Quadragesimo anno fornì il progetto per la costruzione del sistema corporativista.
Un gruppo di avvocati, uomini d'affari, chierici e professori universitari, con Salazar come spirito guida e Marcello Caetano che giocava anche un ruolo importante, redasse una nuova costituzione. La costituzione creò l'Estado Novo ("Nuovo Stato"), in teoria uno stato corporativo che rappresentava i gruppi di interesse piuttosto che gli individui. I leader volevano un sistema in cui il popolo fosse rappresentato attraverso corporazioni, piuttosto che attraverso partiti divisivi, e dove l'interesse nazionale avesse la priorità sulle rivendicazioni settoriali. Salazar pensava che il sistema dei partiti avesse fallito irrimediabilmente in Portogallo.

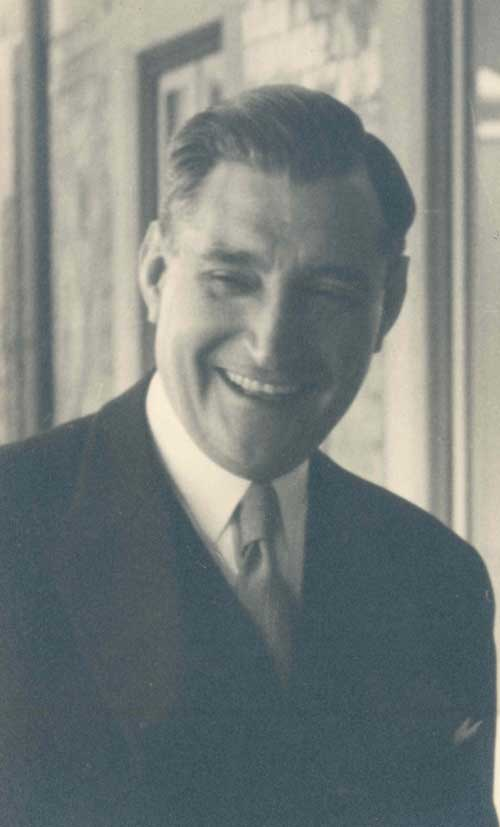
António de Oliveira Salazar, 50 anni, nel 1939

A differenza di Mussolini o Hitler, Salazar non ebbe mai l'intenzione di creare uno stato-partito. Salazar era contrario al concetto di partito unico e nel 1930 creò l'Unione Nazionale, un partito unico, ma la creò come apartito. L'Unione Nazionale venne istituita per controllare e frenare l'opinione pubblica piuttosto che per mobilitarla: l'obiettivo era rafforzare e preservare i valori tradizionali piuttosto che indurre un nuovo ordine sociale. Ministri, diplomatici e funzionari pubblici non vennero mai obbligati ad aderire all'Unione Nazionale.
La legislatura, chiamata Assemblea Nazionale, era ristretta ai membri dell'Unione Nazionale. Poteva avviare leggi, ma solo su questioni che non richiedevano spese governative. La Camera corporativa parallela includeva rappresentanti di comuni, gruppi religiosi, culturali e professionali e dei sindacati ufficiali dei lavoratori che avevano sostituito i sindacati liberi.
Secondo Howard Wiarda, "gli uomini che salirono al potere nell'Estado Novo erano sinceramente preoccupati per la povertà e l'arretratezza della loro nazione, separandosi dalle influenze politiche anglo-americane mentre sviluppavano un nuovo modello politico indigeno e alleviavano le miserabili condizioni di vita dei poveri sia rurali che urbani."
La nuova costituzione introdotta da Salazar stabilì un governo antiparlamentare e autoritario che sarebbe durato fino al 1974. Il presidente doveva essere eletto con voto popolare per un periodo di sette anni. Sulla carta, il nuovo documento conferiva ampi poteri, quasi dittatoriali, nelle mani del presidente, compreso il potere di nominare e revocare il primo ministro. Il presidente venne elevato ad una posizione di preminenza come "ruota dell'equilibrio", il difensore e l'ultimo arbitro della politica nazionale. Secondo un dispaccio dell'ambasciata britannica a Lisbona dell'epoca: "In generale, questa nuova costituzione sta ricevendo la marcata approvazione che merita. Ha una certa qualità fascista nella sua teoria delle "corporazioni", che è un ritorno alle dottrine medievali del XVIII secolo. Ma questa qualità, inadatta alla nostra tradizione anglosassone, non è fuori luogo in un paese che ha finora fondato la sua democrazia sulla filosofia francese e l'ha trovata inadatta al temperamento nazionale." L'ambasciata britannica sottolineò anche che l'analfabetismo del Portogallo aveva reso le elezioni difficili ed illusorie. Il presidente Carmona, tuttavia, aveva lasciato più o meno mano libera a Salazar da quando lo aveva nominato primo ministro e continuò a farlo. Carmona e i suoi successori sarebbero stati in gran parte prestanome mentre Salazar esercitava il vero potere. Wiarda sostiene che Salazar abbia raggiunto la sua posizione di potere non solo grazie alle clausole costituzionali, ma anche grazie al suo carattere: prepotente, assolutista, ambizioso, laborioso e intellettualmente brillante.
La costituzione corporativista venne approvata nel referendum costituzionale portoghese del 19 marzo 1933. Un anno prima era stata pubblicata una bozza e il pubblico era stato invitato ad esprimere eventuali obiezioni sulla stampa. Queste tendevano a rimanere nel regno delle generalità e solo una manciata di persone, meno di 6.000, votò contro la nuova costituzione. La nuova costituzione venne approvata con il 99,5% dei voti, ma con 488.840 astenuti (su un elettorato registrato di 1.330.258) contati come "sì". Hugh Kay sottolinea che il gran numero di astensioni potrebbe essere attribuito al fatto che agli elettori venne presentato un pacchetto a cui dovevano dire "sì" o "no " senza alcuna possibilità di accettare una clausola e rifiutarne un'altra. In questo referendum, le donne poterono votare per la prima volta in Portogallo. Il loro diritto di voto non era stato ottenuto durante la Prima Repubblica, nonostante gli sforzi femministi, e anche nel voto referendario, l'istruzione secondaria era un requisito per le elettrici, mentre i maschi dovevano solo essere in grado di leggere e scrivere. Il diritto di voto delle donne venne successivamente ampliato due volte sotto l'Estado Novo. La prima volta fu nel 1946 e la seconda volta nel 1968 sotto Marcelo Caetano: la legge 2137 proclamò l'uguaglianza tra uomini e donne ai fini elettorali. La legge elettorale del 1968 non faceva alcuna distinzione tra uomini e donne.
L'anno 1933 segnò uno spartiacque legislativo nella storia portoghese. Sotto la supervisione di Salazar, Teotónio Pereira, il sottosegretario di stato delle corporazioni e della previdenza sociale, che riportava direttamente a Salazar, promulgò un'ampia legislazione che ha plasmato la struttura corporativa ed avviò un sistema di previdenza sociale completo. Questo sistema era ugualmente anticapitalista e antisocialista. La corporatizzazione della classe operaia venne accompagnata da una rigida legislazione che regolava gli affari. Le organizzazioni operaie vennero subordinate al controllo statale, ma garantirono una legittimità di cui non avevano mai goduto prima e vennero rese beneficiarie di una varietà di nuovi programmi sociali. Tuttavia, è importante notare che anche nei primi entusiasti anni, le agenzie corporative non erano al centro del potere e quindi il corporativismo non era la vera base dell'intero sistema.
Nel 1934, il Portogallo schiacciò il movimento fascista portoghese ed esiliò Francisco Rolão Preto come parte di un'epurazione della leadership dei sindacalisti nazionali portoghesi, noti anche come camisas azuis ("camicie blu"). Salazar denunciò i sindacalisti nazionali come "ispirati a certi modelli stranieri" e condannò la loro "esaltazione della giovinezza, il culto della forza attraverso l'azione diretta, il principio della superiorità del potere politico statale nella vita sociale, [e] la propensione all'organizzazione delle masse dietro un capo unico" come differenze fondamentali tra il fascismo e il corporativismo cattolico dell'Estado Novo. Il partito di Salazar, l'Unione Nazionale, venne formato come un'organizzazione sottomessa per sostenere il regime stesso e quindi non aveva una propria filosofia. A quel tempo, molti paesi europei temevano il potenziale distruttivo del comunismo. Molti membri del Movimento Nazional-Sindacalista alla fine si unirono all'Unione Nazionale. Una delle principali critiche al suo regime era che la stabilità venne acquistata e mantenuta a scapito della soppressione dei diritti umani e delle libertà.
Lo stato corporativo aveva alcune somiglianze con il fascismo di Benito Mussolini, ma notevoli differenze nel suo approccio morale al governo. Sebbene Salazar ammirasse Mussolini e fosse influenzato dalla sua Carta del Lavoro, Salazar prese le distanze dalla dittatura fascista, che considerava un sistema politico cesarista pagano che non riconosceva né limiti legali né morali.
Salazar vedeva anche il nazismo tedesco come uno che sposava elementi pagani, considerandolo ripugnante. Poco prima della seconda guerra mondiale, Salazar fece questa dichiarazione: "Siamo contrari a tutte le forme d'internazionalismo, comunismo, socialismo, sindacalismo e tutto ciò che può dividere o minimizzare o disgregare la famiglia. Siamo contro la guerra di classe, l'irreligione e la slealtà verso il proprio paese; contro la servitù, una concezione materialistica della vita, e il potere sul diritto." Tuttavia l'Estado Novo adottò molte caratteristiche fasciste con la Legião Portuguesa, la Mocidade Portuguesa ed il corporativismo come esempi più importanti; dopo la fine della seconda guerra mondiale, Salazar prese le distanze dal regime fascista.
Dal punto di vista storiografico, sebbene alcuni storici e politologi abbiano descritto il regime come una variante del fascismo, altri ricercatori nell'ambito degli studi comparativi sui regimi definiscono invece l'Estado Novo come connotato in senso conservatore autoritario, pseudo-fascista, o para-fascista. In particolare tali studi evidenziano come l'Estado Novo, dopo aver messo al bando il Movimento Nazional-Sindacalista, quanto di più ideologicamente prossimo al fascismo allora esistente in Portogallo, iniziò ad incorporare in maniera selettiva solo alcuni elementi del fascismo, in un processo di ibridazione politica, affiancando questi elementi ad un controllo sociale attraverso le istituzioni tradizionali quali la Chiesa.

### La seconda guerra mondiale

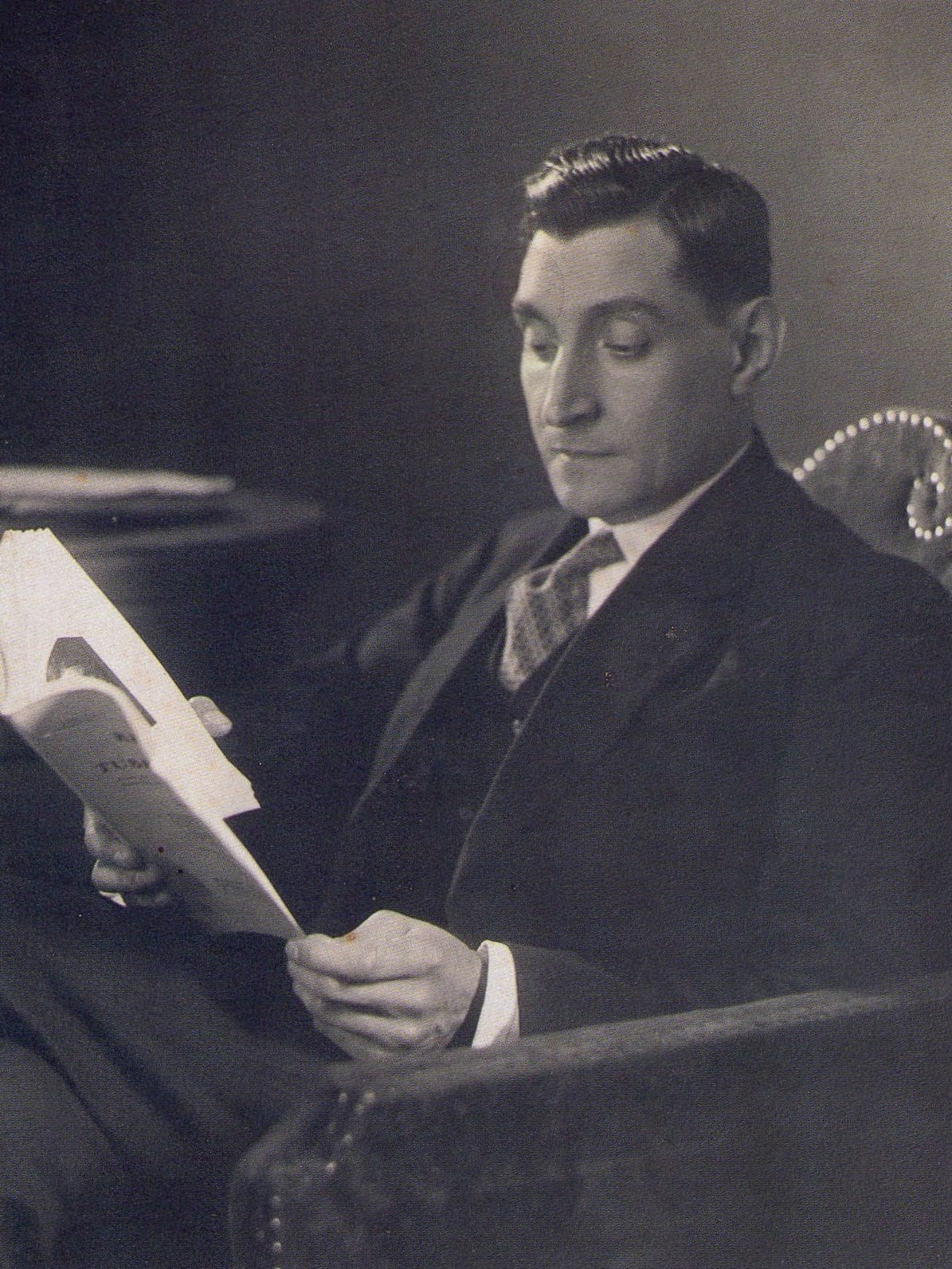
António de Oliveira Salazar nel 1940

Il Portogallo era ufficialmente neutrale nella guerra civile spagnola (1936-1939), ma fornì silenziosamente aiuto ai nazionalisti di Francisco Franco. Durante la seconda guerra mondiale, 1939-1945, il Portogallo rimase ufficialmente neutrale, dando la massima priorità ad evitare un'invasione nazista del tipo che fu così devastante nella maggior parte degli altri paesi europei. Il regime in un primo momento mostrò alcune simpatie filo-Asse; Salazar, ad esempio, espresse approvazione per l'invasione tedesca dell'Unione Sovietica. Questo sostegno, tuttavia, può essere principalmente attribuito alla ferma posizione anticomunista di Salazar, piuttosto che al vero sostegno a Hitler od al regime nazista. Dal 1943 in poi, il Portogallo favorì gli Alleati, affittando basi aeree nelle Azzorre. Il Portogallo affittò con riluttanza le Azzorre come conseguenza diretta della minaccia di invasione se il Portogallo non avesse soddisfatto le richieste degli Alleati. In quanto ufficialmente neutrale, il Portogallo commerciava con entrambe le parti. Interruppe le spedizioni vitali di tungsteno e gomma alla Germania nel 1944, dopo forti pressioni da parte degli Alleati. Lisbona era la base delle operazioni della Croce Rossa Internazionale a favore dei prigionieri di guerra Alleati ed era il principale punto di transito aereo tra la Gran Bretagna e gli Stati Uniti.
Nel 1942, le truppe australiane occuparono brevemente Timor portoghese, ma vennero presto sopraffatte dall'invasione giapponese. Salazar lavorò per riprendere il controllo di Timor Est, cosa che avvenne dopo la resa giapponese del 1945. Nel 1945, il Portogallo dichiarò 2 giorni di lutto per la morte di Adolf Hitler.

### Il dopoguerra

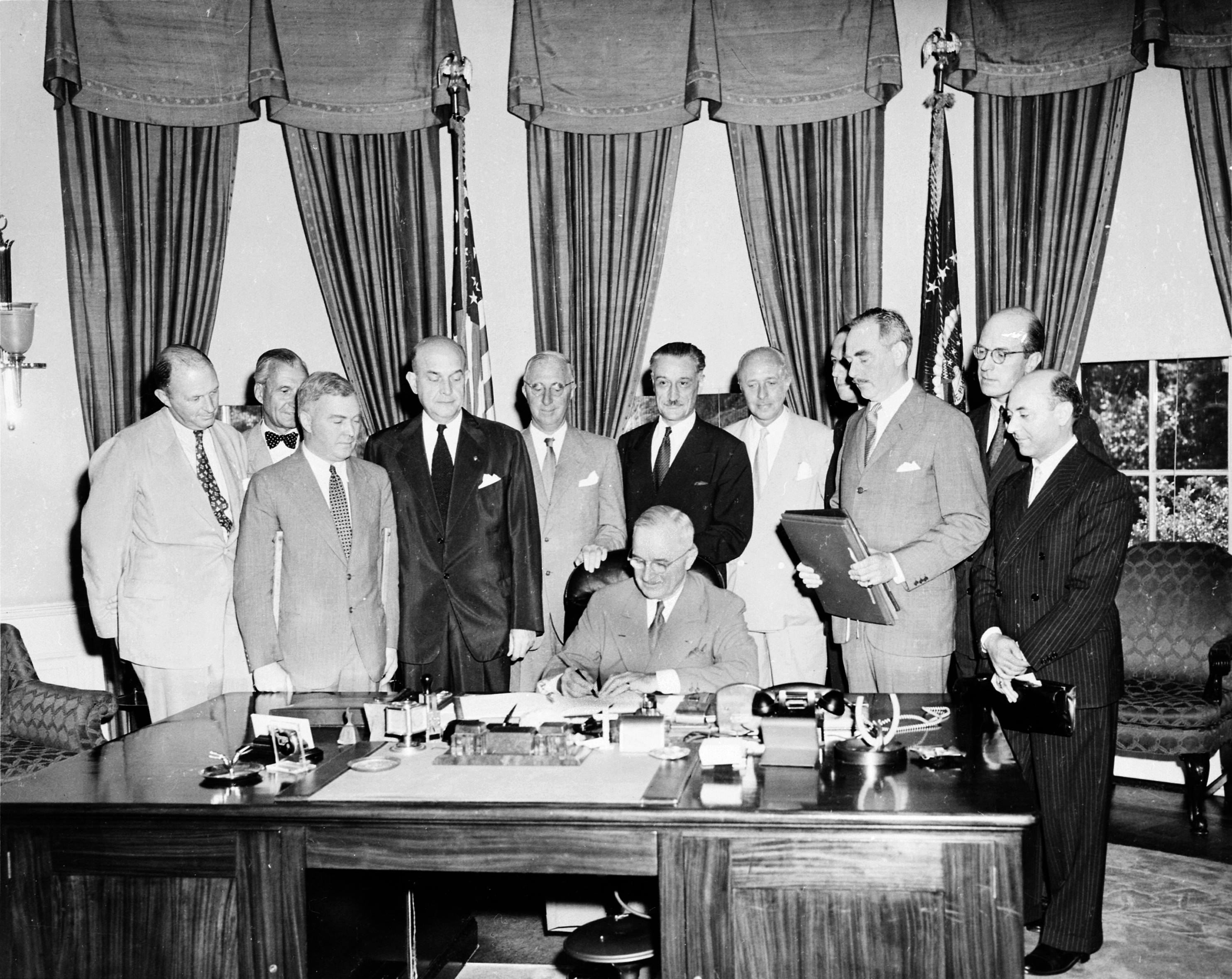
Il presidente Truman firma il Patto Atlantico con l'ambasciatore portoghese Teotónio Pereira in piedi alle spalle

Dopo la seconda guerra mondiale (1939-1945), tuttavia, il modello economico corporativista fu sempre meno applicabile. E dopo la decolonizzazione negli anni '50 e '60, il regime portoghese divenne anche fonte di critiche e dissenso da parte della maggior parte della comunità internazionale. Tuttavia, Salazar vi si aggrappò, rallentando così lo sviluppo economico a lungo termine della nazione. La politica del dopoguerra di Salazar permise una certa liberalizzazione in politica, in termini di opposizione organizzata con più libertà di stampa. I partiti di opposizione erano in una certa misura tollerati, ma erano anche controllati, limitati e manipolati, con il risultato che si dividevano in fazioni e non formavano mai un'opposizione unita. Salara permise la formazione del Movimento di Unità Democratica (Movimento de Unidade Democrática) nel 1945. Esso boicottò le elezioni e Salazar vinse facilmente il 18 novembre 1945. Nel 1949 il Portogallo divenne un membro fondatore della NATO. Il presidente Óscar Carmona morì nel 1951 dopo 25 anni in carica e gli successe Francisco Craveiro Lopes. Tuttavia, Lopes non era disposto a dare a Salazar la mano libera che Carmona gli aveva dato e venne costretto a dimettersi poco prima della fine del suo mandato nel 1958. Il ministro della Marina Américo Tomás, un convinto conservatore, corse nelle elezioni del 1958 come candidato ufficiale. Il generale Humberto Delgado era il candidato dell'opposizione. A Delgado venne attribuito solo il 25% circa dei voti con il 52,6% a favore di Tomás. Inizialmente le elezioni vennero viste poco meglio di una pantomima della democrazia prima che un giornalista chiedesse a Delgado se avrebbe mantenuto Salazar se eletto. Delgado notoriamente rispose: "Ovviamente, demito-o!" ("Ovviamente, lo licenzierò!") Era ben consapevole che il potere del presidente di licenziare il primo ministro era, sulla carta, l'unico controllo sul potere di Salazar. Le manifestazioni di Delgado attirarono successivamente grandi folle. Successivamente emersero prove che la PIDE aveva riempito le urne di voti per Tomás, portando molti osservatori neutrali a concludere che Delgado avrebbe vinto se Salazar avesse consentito un'elezione onesta.
Dopo le elezioni, Delgado venne espulso dall'esercito portoghese e si rifugiò nell'ambasciata brasiliana prima di andare in esilio, trascorrendo gran parte del tempo in Brasile e successivamente in Algeria. Non volendo rischiare una vittoria dell'opposizione nel 1965, Salazar abolì l'elezione diretta dei presidenti a favore dell'elezione da parte dell'Assemblea nazionale, saldamente controllata dal regime, che fungeva da collegio elettorale.
Il 23 gennaio 1961, l'ufficiale e politico Henrique Galvão guidò il dirottamento della nave passeggeri portoghese Santa Maria. L'operazione terroristica ebbe successo come propaganda anti-regime, ma uccise un uomo. Galvão affermò che le sue intenzioni erano di salpare per la Provincia d'oltremare dell'Angola per istituire un governo portoghese rinnegato in opposizione a Salazar a Luanda. Galvão rilasciò i passeggeri in trattativa con i funzionari brasiliani in cambio dell'asilo politico in Brasile. Nello stesso anno i dirottatori costrinsero un aereo a fare il giro di Lisbona per lanciare volantini contro la dittatura. Successivamente, i sei dirottatori costrinsero l'equipaggio a riportarli in Marocco.

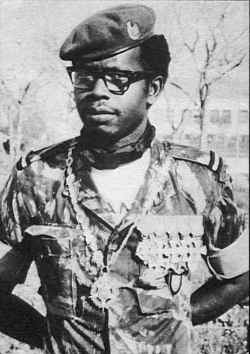
Marcelino da Mata, 1969. È diventato l'ufficiale militare portoghese più decorato nella storia dell'esercito portoghese.

Nel 1962 si verificò la Crisi accademica. Il regime, temendo la crescente popolarità delle idee sia puramente democratiche che comuniste tra gli studenti, effettuò il boicottaggio e la chiusura di diverse associazioni e organizzazioni studentesche, tra cui l'importante Segretariato nazionale degli studenti portoghesi. La maggior parte dei membri di questa organizzazione erano militanti dell'opposizione, tra cui molti comunisti. Gli attivisti politici anti-regime venivano indagati e perseguitati dalla PIDE-DGS (la polizia segreta) e, a seconda della gravità del reato, venivano solitamente incarcerati o trasferiti da un'università all'altra per destabilizzare le reti di opposizione e la loro organizzazione gerarchica. Gli studenti, con il forte sostegno del clandestino Partito Comunista Portoghese, risposero con manifestazioni che culminarono il 24 marzo con un'enorme manifestazione studentesca a Lisbona, che venne vigorosamente repressa dalla polizia antisommossa. Marcello Caetano, illustre membro del regime e rettore in carica dell'Università di Lisbona, si dimise.

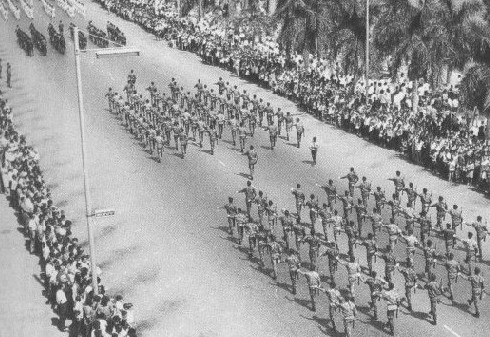
Forze armate portoghesi in marcia a Luanda, all'epoca capitale della provincia d'oltremare dell'Angola portoghese, durante la guerra coloniale portoghese (1961-74)

La riluttanza di molti giovani ad abbracciare le difficoltà della guerra coloniale portoghese portò ogni anno decine di migliaia di cittadini portoghesi a partire per cercare opportunità economiche all'estero e per sfuggire alla coscrizione. In oltre 15 anni, quasi un milione emigrò in Francia, un altro milione negli Stati Uniti, molte centinaia di migliaia in Germania, Svizzera, nel Regno Unito, Lussemburgo, Venezuela o Brasile. I partiti politici, come il Partito Socialista, perseguitati in patria, vennero fondati in esilio. L'unico partito che riuscì a continuare (illegalmente) ad operare in Portogallo durante tutta la dittatura fu il Partito Comunista Portoghese.

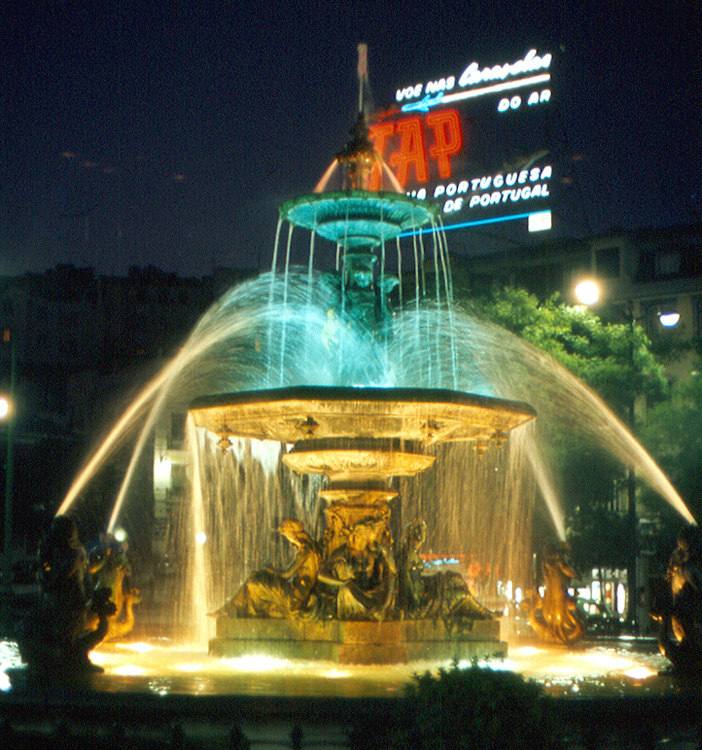
Piazza del Rossio, Lisbona, nel giugno 1968, che mostra una pubblicità della TAP sullo sfondo di notte

Nel 1964, Delgado fondò il Fronte di Liberazione Nazionale portoghese a Roma, affermando pubblicamente che l'unico modo per porre fine all'Estado Novo sarebbe stato un colpo di Stato militare, mentre molti altri sostenevano un approccio da rivolta nazionale. Delgado e il suo segretario brasiliano, Arajaryr Moreira de Campos, vennero assassinati il 13 febbraio 1965 in Spagna in un'imboscata della PIDE.
Secondo alcuni studiosi di destra portoghesi come Jaime Nogueira Pinto e Rui Ramos, le prime riforme e politiche di Salazar consentirono stabilità politica e finanziaria e quindi ordine sociale e crescita economica, dopo gli anni politicamente instabili e finanziariamente caotici della Prima Repubblica portoghese (1910-1926). Altri storici, come il politico di sinistra Fernando Rosas, sottolineano che le politiche di Salazar dagli anni '30 agli anni '50 portarono alla stagnazione economica e sociale ed all'emigrazione dilagante, trasformando il Portogallo in uno dei paesi più poveri d'Europa, ostacolato anche dal punteggio di alfabetizzazione inferiore rispetto ai suoi coetanei dell'emisfero settentrionale.

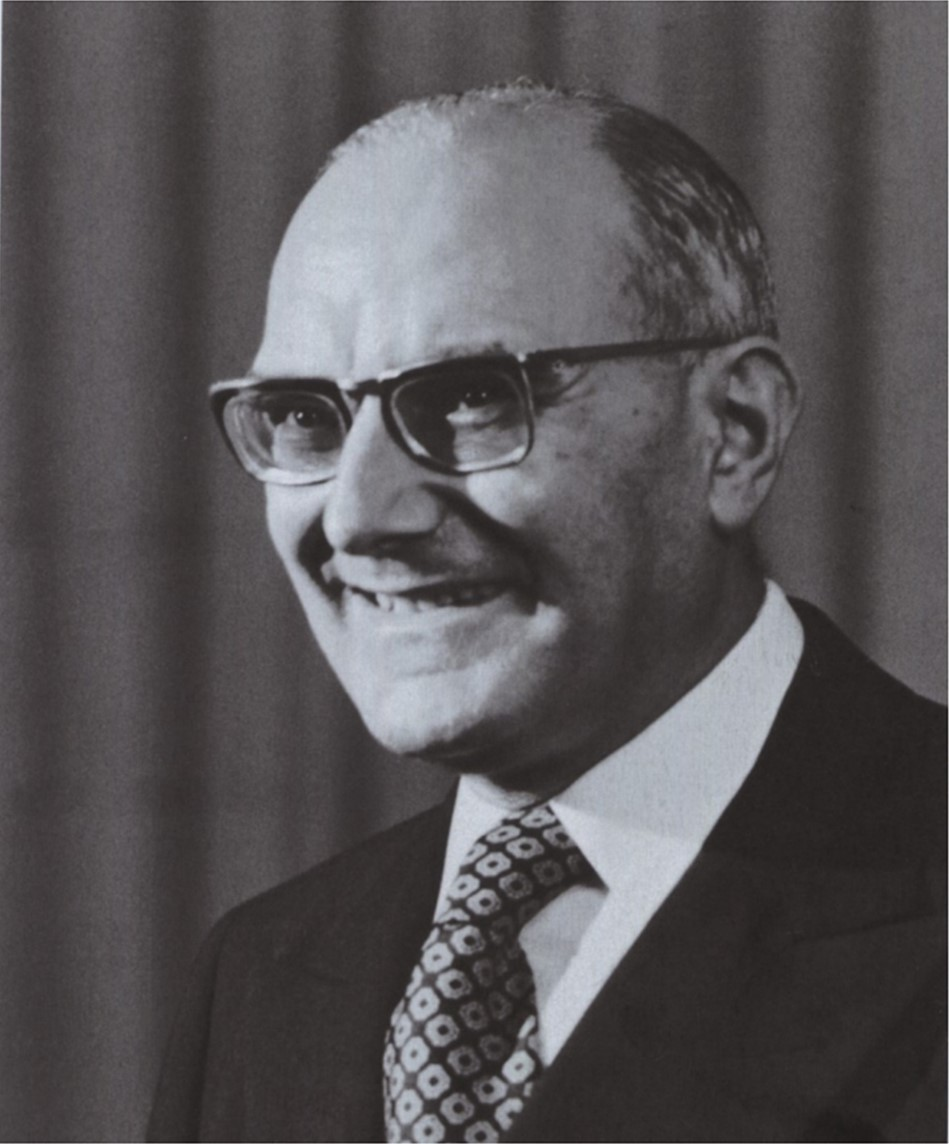
Dopo le dimissioni di Salazar per malattia nel 1968, Marcello Caetano divenne il leader del paese e del suo regime dell'Estado Novo.

Salazar venne colpito da un ictus nel 1968. Poiché si pensava che non avesse molto da vivere, Tomás lo sostituì con Marcelo Caetano, ex rettore dell'Università di Lisbona ed eminente studioso della sua facoltà di giurisprudenza, e nonostante le sue dimissioni di protesta nel 1962, sostenitore del regime. Salazar non venne mai informato di questa decisione e, secondo quanto riferito, morì nel 1970 credendo ancora di essere primo ministro. La maggior parte delle persone sperava che Caetano ammorbidisse i limiti del regime autoritario di Salazar e modernizzasse l'economia già in crescita. Caetano passò a favorire la crescita economica e apportò importanti miglioramenti sociali, come l'assegnazione di una pensione mensile ai lavoratori rurali che non avevano mai avuto la possibilità di pagare la previdenza sociale. Vennero effettuati alcuni investimenti su larga scala a livello nazionale, come la costruzione di un importante centro di lavorazione del petrolio a Sines. L'economia all'inizio reagì molto bene, ma negli anni '70 cominciarono a manifestarsi alcuni seri problemi, dovuti in parte all'inflazione a due cifre (dal 1970 in poi) e agli effetti della crisi petrolifera del 1973.

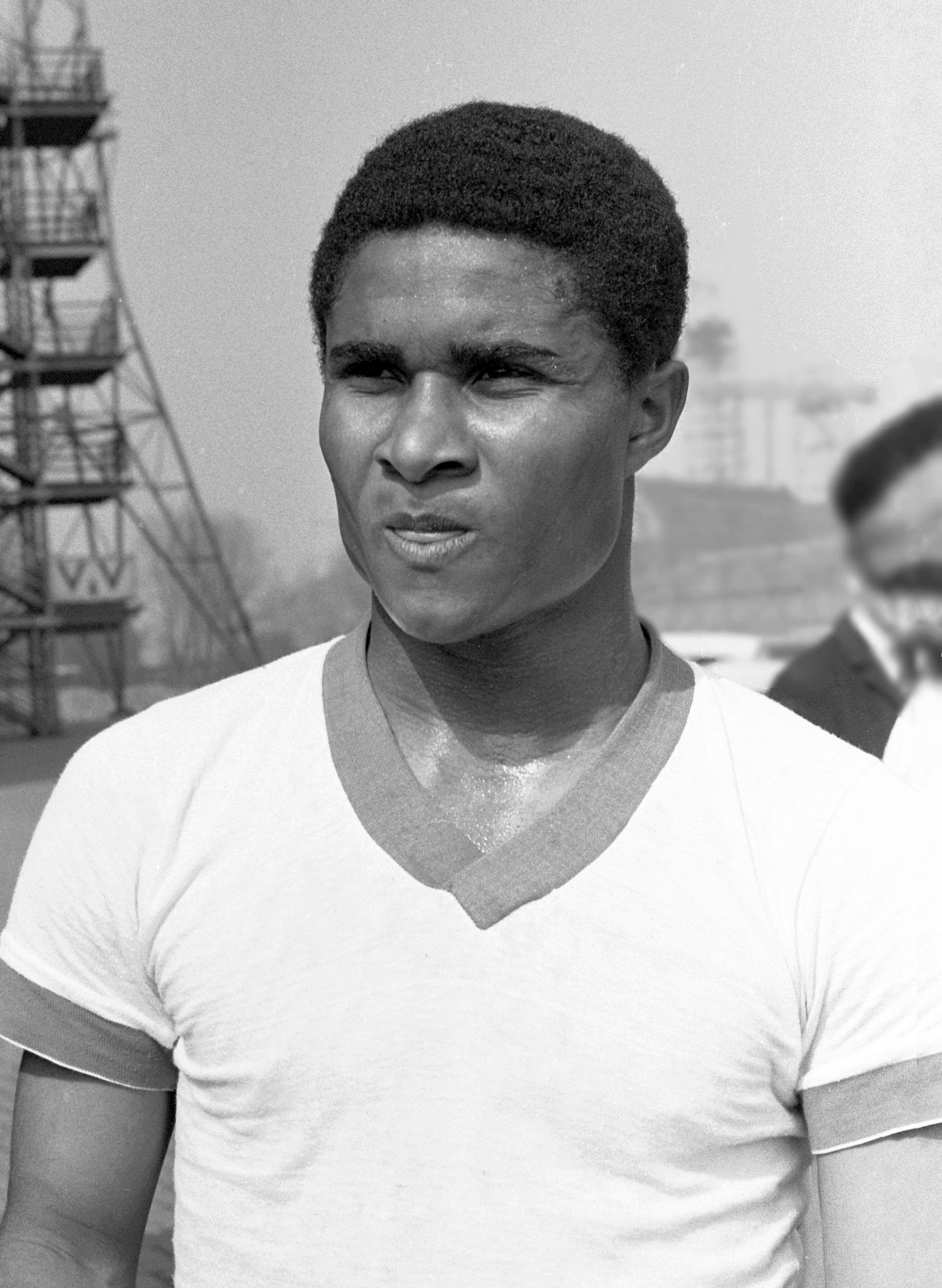
Eusébio da Silva Ferreira, un calciatore nato nel Mozambico portoghese, divenne la star sportiva portoghese più famosa durante l'Estado Novo.

Tuttavia, la crisi petrolifera del 1973 ebbe un effetto potenzialmente benefico sul Portogallo perché le riserve petrolifere in gran parte non sfruttate che il Portogallo aveva nei suoi territori d'oltremare dell'Angola e di São Tomé e Príncipe si stavano sviluppando rapidamente. Sebbene Caetano fosse fondamentalmente autoritario, fece alcuni sforzi per aprire il regime. Subito dopo aver preso il potere, ribattezzò il regime come "Stato sociale" ed aumentò leggermente la libertà di parola e di stampa. Queste misure non andarono abbastanza lontano per una parte significativa della popolazione che non aveva memoria dell'instabilità che aveva preceduto Salazar. La gente era anche delusa dal fatto che Caetano non fosse disposto ad aprire il sistema elettorale. Lo svolgimento delle elezioni del 1969 e delle elezioni del 1973 fu poco diverso dalle passate elezioni dei quattro decenni precedenti. L'Unione Nazionale, ribattezzata Unione Nazionale Popolare, ottenne tutti i seggi, come prima. Inoltre, come prima, l'opposizione era ancora a malapena tollerata; i candidati dell'opposizione vennero sottoposti a dura repressione. Tuttavia, Caetano dovette spendere tutto il suo capitale politico per strappare anche queste magre riforme agli intransigenti del regime, in particolare Tomás, che non era così disposto a dare a Caetano la briglia sciolta che aveva dato a Salazar. Caetano non fu quindi in grado di resistere quando Tomás e gli altri intransigenti forzarono la fine dell'esperimento di riforma nel 1973.

## Economia

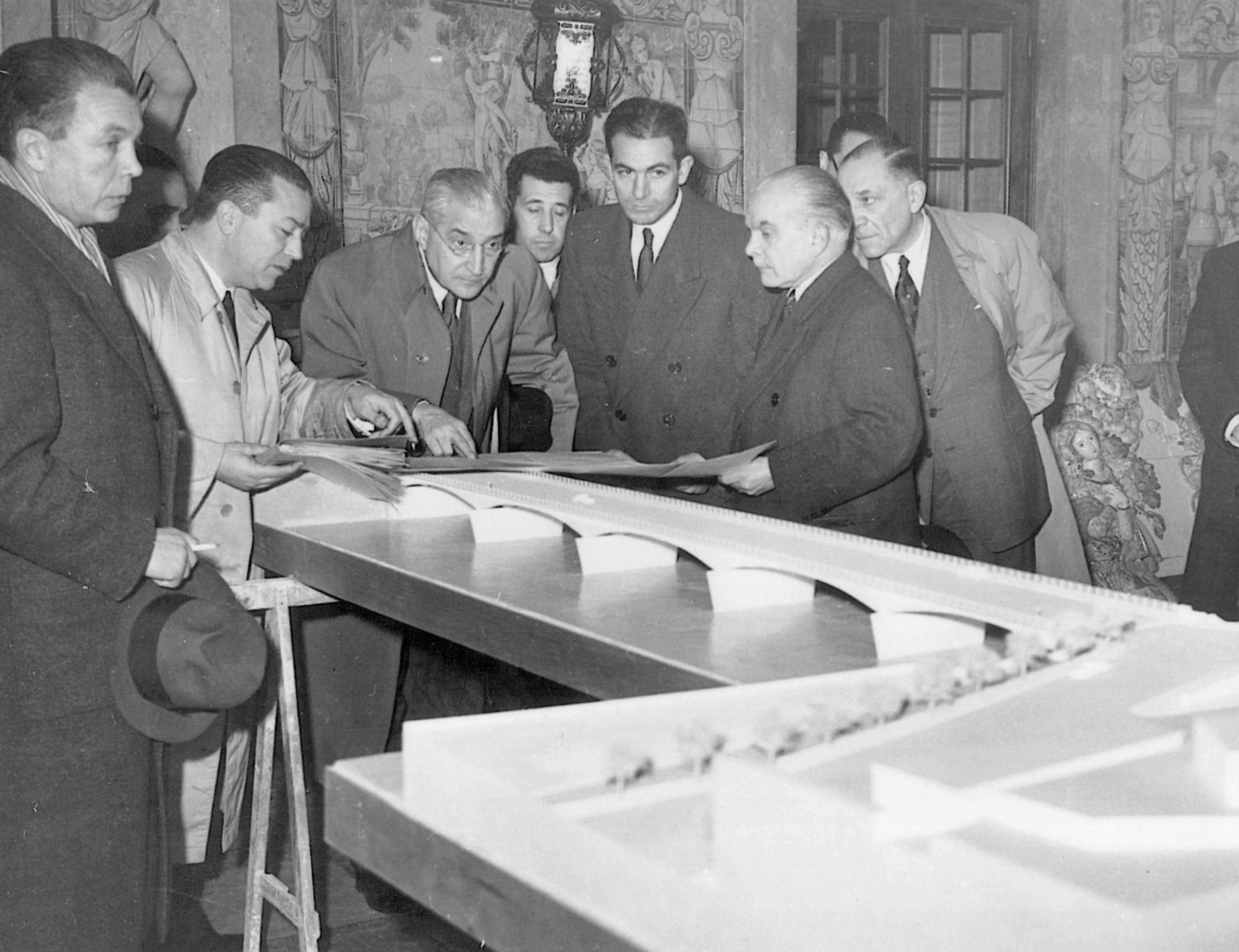
Salazar osserva la maquette del Ponte Santa Clara di Edgar Cardoso a Coimbra

Il problema principale del Portogallo nel 1926 era il suo enorme debito pubblico. Diverse volte tra il 1926 e il 1928 Salazar rifiutò le nomine al Ministero delle Finanze. Egli dichiarò cattiva salute, devozione ai suoi genitori anziani e una preferenza per i chiostri accademici. Nel 1927, sotto il ministero di Sinel de Cordes, il disavanzo pubblico continuò a crescere. Il governo cercò di ottenere prestiti dalla Baring Brothers sotto gli auspici della Società delle Nazioni, ma le condizioni vennero considerate inaccettabili. Con il Portogallo sotto la minaccia di un imminente collasso finanziario, Salazar alla fine accettò di diventare il suo 81º ministro delle finanze il 26 aprile 1928, dopo che il repubblicano e massone Óscar Carmona venne eletto presidente. Tuttavia, prima di accettare l'incarico, ottenne personalmente da Carmona la categorica assicurazione che come ministro delle finanze avrebbe avuto mano libera per porre il veto alle spese in tutti i dipartimenti governativi, non solo nel suo. Salazar fu lo zar finanziario praticamente dal giorno in cui entrò in carica.
Nel giro di un anno, armato di poteri speciali, Salazar pareggiò il bilancio e stabilizzò la valuta del Portogallo. Riportando l'ordine nei conti nazionali, imponendo l'austerità e segnando sprechi con la matita rossa, Salazar produsse il primo di molti avanzi di bilancio, una novità senza precedenti in Portogallo.
Nel luglio 1940, la rivista americana Life pubblicò un articolo sul Portogallo e, riferendosi alla sua recente caotica storia, affermò che "chiunque avesse visto il Portogallo 15 anni fa avrebbe potuto dire che meritava di morire. Era governato in modo atroce, in bancarotta, squallido, pieno di malattie e povertà. Era un tale disordine che la Società delle Nazioni coniò una parola per descrivere l'assoluto basso benessere nazionale: "portoghese". Poi l'esercito rovesciò la Repubblica che aveva portato il Paese a questo triste passaggio". Life aggiunse che governare il Portogallo era difficile e spiegò come Salazar "trovò un paese nel caos e nella povertà" e poi lo riformò.
     Stati membri dell'AELS dal 1995
     Ex stati membri, ora principalmente stati membri dell'UE. Il Portogallo entrò a far parte dell'allora CEE (ora UE) nel 1986, lasciando l'AELS di cui era membro fondatore nel 1960.

Stati membri dell'AELS dal 1995
Ex stati membri, ora principalmente stati membri dell'UE. Il Portogallo entrò a far parte dell'allora CEE (ora UE) nel 1986, lasciando l'AELS di cui era membro fondatore nel 1960.

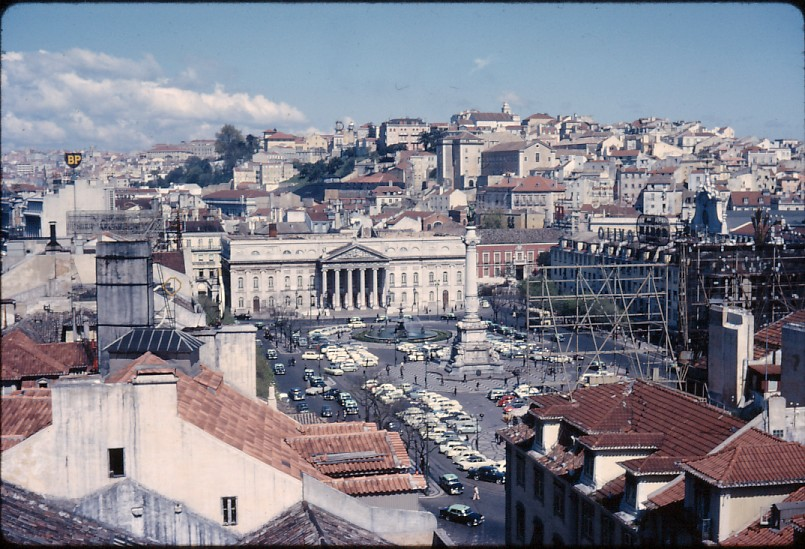
Piazza Re Pietro IV (Rossio), Lisbona, Portogallo, aprile 1964

Dal 1950 fino alla morte di Salazar nel 1970, il Portogallo vide il suo PIL pro capite aumentare a un tasso medio annuo del 5,7%. L'ascesa di nuovi tecnocrati nei primi anni '60 con una formazione in economia e competenze tecnico-industriali portò a un nuovo periodo di promozione economica, con il Portogallo come paese attraente per gli investimenti internazionali. Lo sviluppo industriale e la crescita economica continueranno per tutti gli anni '60. Durante il mandato di Salazar, il Portogallo partecipò alla fondazione dell'Associazione europea di libero scambio (AELS) nel 1960 e dell'Organizzazione per la cooperazione e lo sviluppo economico (OCSE) nel 1961. All'inizio degli anni '60, il Portogallo aggiunse inoltre la sua adesione all'Accordo generale sulle tariffe doganali e sul commercio (AGTC), al Fondo Monetario Internazionale (FMI) e alla Banca Mondiale. Ciò segnò l'inizio della politica economica più rivolta all'esterno di Salazar. Il commercio estero portoghese aumentò del 52% nelle esportazioni e del 40% nelle importazioni. La crescita economica e i livelli di formazione di capitale dal 1960 al 1973 vennero caratterizzati da tassi di crescita annua robusti e senza pari del PIL (6,9 per cento), della produzione industriale (9 per cento), dei consumi privati (6,5 per cento) e della formazione di capitale fisso lordo (7,8 per cento).
Nel 1960, all'inizio della politica economica più orientata verso l'esterno di Salazar, il PIL pro capite del Portogallo era solo il 38% della media della Comunità Europea (EC-12); alla fine del periodo Salazar, nel 1968, era salito al 48 per cento; e nel 1973, sotto la guida di Marcelo Caetano, il PIL pro capite del Portogallo aveva raggiunto il 56,4% della media EC-12. In un'analisi a lungo termine, dopo un lungo periodo di divergenze economiche prima del 1914, e un periodo di caos durante la Prima Repubblica, l'economia portoghese si riprese leggermente fino al 1950, entrando successivamente in un percorso di forte convergenza economica con le economie più ricche dell'Europa occidentale, fino alla rivoluzione dei garofani nell'aprile 1974. La crescita economica portoghese nel periodo 1960-1973 sotto il regime dell'Estado Novo (e anche con gli effetti di un costoso sforzo bellico nei territori africani contro gruppi di guerriglieri indipendentisti sostenuti dal blocco comunista ed altri), creò un'opportunità di reale integrazione con le economie sviluppate dell'Europa occidentale. Attraverso l'emigrazione, il commercio, il turismo ed investimenti stranieri, individui e imprese cambiarono i loro modelli di produzione e consumo, determinando una trasformazione strutturale. Contemporaneamente, la crescente complessità di un'economia in crescita sollevò nuove sfide tecniche e organizzative, stimolando la formazione di moderni team professionali e manageriali. In generale, la traiettoria economica del Portogallo è analoga a quella di altre economie della cosiddetta "periferia" dell'Europa Occidentale, caratterizzate da una convergenza del livello di reddito pro capite verso la media continentale nel corso del XX secolo (nel caso del Portogallo tale convergenza ebbe inizio a partire dal 1913); tale processo fu tuttavia particolarmente significativo nel periodo 1950-1973, conoscendo un notevole rallentamento dopo il 1973.

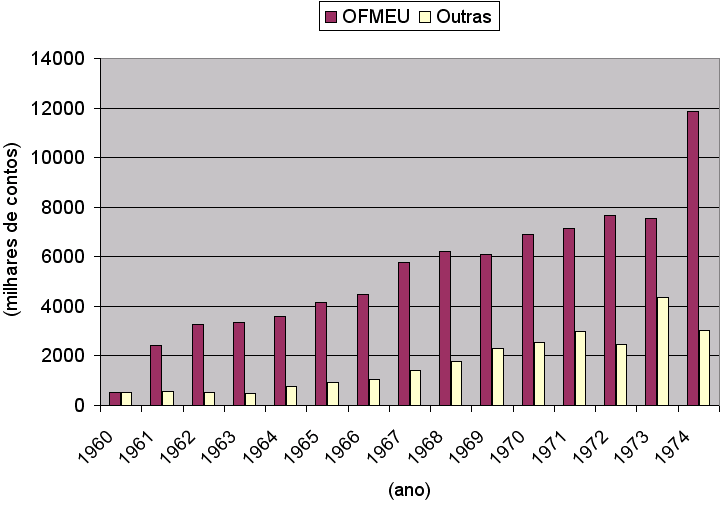
Spese militari portoghesi durante la guerra coloniale: OFMEU – Bilancio nazionale per le spese militari all'estero; *conto – espressione popolare per "1000 $ (PTE)"

Per quanto riguarda i territori d'oltremare, al di là delle misure militari, la risposta ufficiale portoghese al wind of change nelle colonie africane fu quella d'integrarli amministrativamente ed economicamente più strettamente con la terraferma. Ciò venne ottenuto attraverso i trasferimenti di popolazione e di capitali, la liberalizzazione del commercio e la creazione di una moneta comune, la cosiddetta Area Escudo. Il programma d'integrazione istituito nel 1961 prevedeva l'abolizione dei dazi del Portogallo sulle importazioni dai suoi territori d'oltremare entro il gennaio 1964. Questi ultimi, invece, potevano continuare a riscuotere dazi sulle merci importate dal Portogallo ma ad un'aliquota preferenziale, nella maggior parte dei casi, nel 50% dei normali dazi riscossi dai territori sulle merci originarie al di fuori dell'Area Escudo. L'effetto di questo sistema tariffario a due livelli era quello di dare alle esportazioni del Portogallo un accesso preferenziale ai suoi mercati coloniali. Le economie delle province d'oltremare, in particolare quelle dell'Angola e del Mozambico, esplosero.

Territori portoghesi d'oltremare in Africa durante il regime dell'Estado Novo: Angola e Mozambico erano di gran lunga i due più grandi di quei territori.

Nonostante la concentrazione dei mezzi di produzione nelle mani di un piccolo numero di gruppi finanziario-industriali a base familiare, la cultura imprenditoriale portoghese consentì una sorprendente mobilità ascendente d'individui con istruzione universitaria con formazione di classe media verso carriere manageriali professionali.
Prima della rivoluzione dei garofani del 1974, le aziende più grandi, tecnologicamente avanzate (e più recentemente organizzate) offrivano le maggiori opportunità per carriere manageriali basate sul merito piuttosto che per caso di nascita.
All'inizio degli anni '70 la rapida crescita economica del Portogallo, con l'aumento del consumo e l'acquisto di nuove automobili, stabilì la priorità per i miglioramenti nei trasporti. Brisa – Autoestradas de Portugal venne fondata nel 1972 e lo Stato concesse alla società una concessione di 30 anni per progettare, costruire, gestire e mantenere una moderna rete di superstrade.
L'economia del Portogallo e dei suoi territori d'oltremare alla vigilia della rivoluzione dei garofani (il colpo di Stato militare del 25 aprile 1974) stava crescendo ben al di sopra della media europea. Il potere d'acquisto medio delle famiglie stava aumentando, insieme a nuovi modelli e tendenze di consumo e ciò stava promuovendo sia gli investimenti in nuove attrezzature strumentali sia la spesa per consumi di beni di consumo durevoli e non durevoli.
La politica economica del regime dell'Estado Novo incoraggiò e creò le condizioni per la formazione di grandi conglomerati imprenditoriali di successo. Dal punto di vista economico, il regime dell'Estado Novo mantenne una politica di corporativismo che portò a collocare gran parte dell'economia portoghese nelle mani di un numero di forti conglomerati, compresi quelli fondati dalle famiglie di António Champalimaud (Banco Pinto & Sotto Mayor, Cimpor), José Manuel de Mello (CUF – Companhia União Fabril, Banco Totta & Açores), Américo Amorim (Corticeira Amorim) e la famiglia dos Santos (Jerónimo Martins). Quei conglomerati portoghesi avevano un modello di business con somiglianze con le keiretsu e zaibatsu giapponesi o il chaebol sudcoreano in termini di visione, missione e scopo. La Companhia União Fabril (CUF) era uno dei conglomerati portoghesi più grandi e diversificati con i suoi core businesses (cemento, chimica, petrolchimica, agrochimica, tessile, birra, bevande, metallurgia, ingegneria navale, ingegneria elettrica, assicurazioni, banche, carta, turismo, minerario, ecc.) e sedi aziendali situate nel Portogallo continentale, ma anche con filiali, stabilimenti e diversi progetti commerciali in via di sviluppo in tutto l'Impero portoghese, specialmente nei territori portoghesi di Angola e Mozambico. Altre aziende familiari di medie dimensioni specializzate in tessuti (ad esempio quelle situate nella città di Covilhã e nel nord-ovest), ceramica, porcellana, vetro e cristallo (come quelle di Alcobaça, Caldas da Rainha e Marinha Grande), legno ingegnerizzato (come SONAE vicino a Porto), produzione di motociclette (come Casal e FAMEL nel Distretto di Aveiro), pesce in scatola (come quelli dell'Algarve e del nord-ovest che comprendeva una delle più antiche aziende di pesce in scatola in attività continua al mondo), pesca, alimenti e bevande (bevande alcoliche, da liquori come Licor Beirão e Ginjinha, a birra come Sagres, erano prodotte in tutto il paese, ma il Porto era uno delle sue bevande alcoliche più rinomate ed esportate), turismo (ben consolidato in Estoril/Cascais/Sintra (la Riviera portoghese) e in crescita come attrazione internazionale nell'Algarve dagli anni '60) e in agricoltura (come quelle sparse nel Ribatejo e nell'Alentejo – conosciuti come il granaio del Portogallo) completarono il panorama dell'economia nazionale all'inizio degli anni '70 e comprendevano attività finanziate da investimenti diretti esteri orientate all'esportazione come uno stabilimento di assemblaggio di automobili fondato nel 1962 da Citroën, che iniziò ad operare a Mangualde nel 1964, e una fabbrica Leica fondata nel 1973 a Vila Nova de Famalicão. Inoltre, la popolazione rurale era impegnata nell'agraria, molto importante per la maggioranza della popolazione totale, con molte famiglie che vivevano esclusivamente di agricoltura o integravano i loro stipendi con i raccolti di agricoltura, allevamento e silvicoltura.
Oltre a ciò, anche i territori d'oltremare mostrarono una crescita economica e tassi di sviluppo impressionanti dagli anni '20 in poi. Anche durante la guerra coloniale portoghese (1961-1974), una guerra contro la guerriglia ed il terrorismo indipendentista, i territori d'oltremare dell'Angola e del Mozambico (territori portoghesi d'oltremare all'epoca) avevano tassi di crescita economica continui e diversi settori delle loro economie locali erano in piena espansione. Erano centri di produzione di fama internazionale di petrolio, caffè, cotone, anacardi, noci di cocco, legname, minerali (come i diamanti), metalli (come ferro e alluminio), banane, agrumi, tè, sisal, birra (Cuca (Angola) e Laurentina (Mozambico) erano marchi di birra di successo prodotti localmente), cemento, pesce e altri prodotti del mare, carne bovina e tessuti. Anche il turismo fu un'attività in rapido sviluppo nell'Africa portoghese sia per il crescente sviluppo che per la domanda di località balneari e riserve naturali. Mentre la guerra di controguerriglia venne vinta in Angola, venne contenuta in modo meno che soddisfacente in Mozambico e pericolosamente bloccata nella Guinea portoghese dal punto di vista portoghese, quindi il governo portoghese decise di creare politiche di sostenibilità per consentire continue fonti di finanziamento dello sforzo bellico nel lungo periodo.

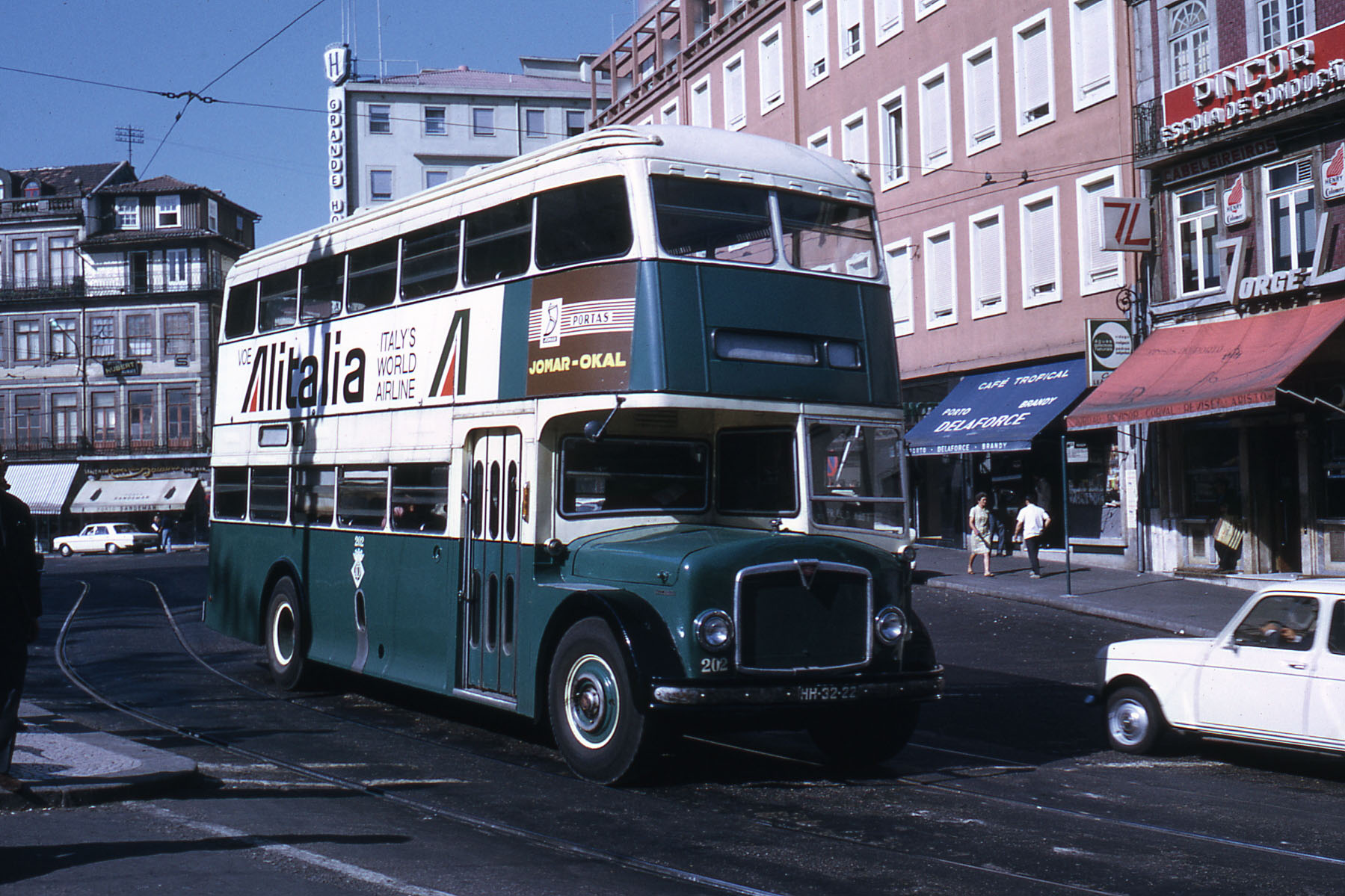
Autobus nella città di Porto, 1972

Il 13 novembre 1972, venne disposta la riorganizzazione e l'ampliamento delle competenze del Fundo de Defesa Militar do Ultramar - Fondo di difesa dell'Oltremare) con il Decreto Legge Decreto-Lei n.º 448/72 e l'ordinanza del Ministero della Difesa Portaria 696/72, al fine di finanziare la guerra coloniale nei territori portoghesi d'oltremare. Inoltre, vennero applicati nuovi Decreti Legge (Decreto Legge: Decretos-Leis n.os 353, de 13 de Julho de 1973, e 409, de 20 de Agosto) per ridurre le spese militari e aumentare il numero degli ufficiali incorporando la milizia irregolare come se fossero ufficiali dell'accademia militare regolare.
I sindacati non erano ammessi e non veniva applicata una politica di salario minimo. Tuttavia, in un contesto di un'economia in espansione, che portò migliori condizioni di vita per la popolazione portoghese negli anni '60, lo scoppio delle guerre coloniali in Africa innescò cambiamenti sociali significativi, tra cui la rapida incorporazione di sempre più donne nel mercato del lavoro. Marcelo Caetano passò a favorire la crescita economica e alcuni miglioramenti sociali, come l'assegnazione di una pensione mensile ai lavoratori rurali che non avevano mai avuto la possibilità di pagare la previdenza sociale. Gli obiettivi della riforma pensionistica di Caetano erano tre: rafforzare l'equità, ridurre lo squilibrio fiscale ed attuariale e raggiungere una maggiore efficienza per l'economia nel suo complesso; ad esempio, stabilendo contributi meno distorsivi per i mercati del lavoro o consentendo ai risparmi generati dai fondi pensione di aumentare gli investimenti nell'economia. Nel 1969, con la sostituzione di Salazar con Marcelo Caetano, la nazione controllata dall'Estado Novo ebbe davvero un leggero assaggio di democrazia e Caetano permise la formazione del primo movimento sindacale democratico dagli anni '20.

## Educazione

### I primi anni (1933-1936)
Con la sua costituzione politica di fondazione del 1933, l'Estado Novo avrebbe istituito l'istruzione obbligatoria a tre anni. L'istruzione obbligatoria venne introdotta per la prima volta in Portogallo durante la monarchia (nel 1844) con la durata di tre anni, poi portata a cinque anni durante la Prima Repubblica, ma non venne mai veramente applicata. La costituzione politica definiva l'istruzione pubblica come finalizzata: "oltre al rinvigorimento fisico e al miglioramento delle facoltà intellettuali, alla formazione di carattere, al valore professionale e a tutte le virtù civili e morali" (Constituição de 1933, Artigo 43).

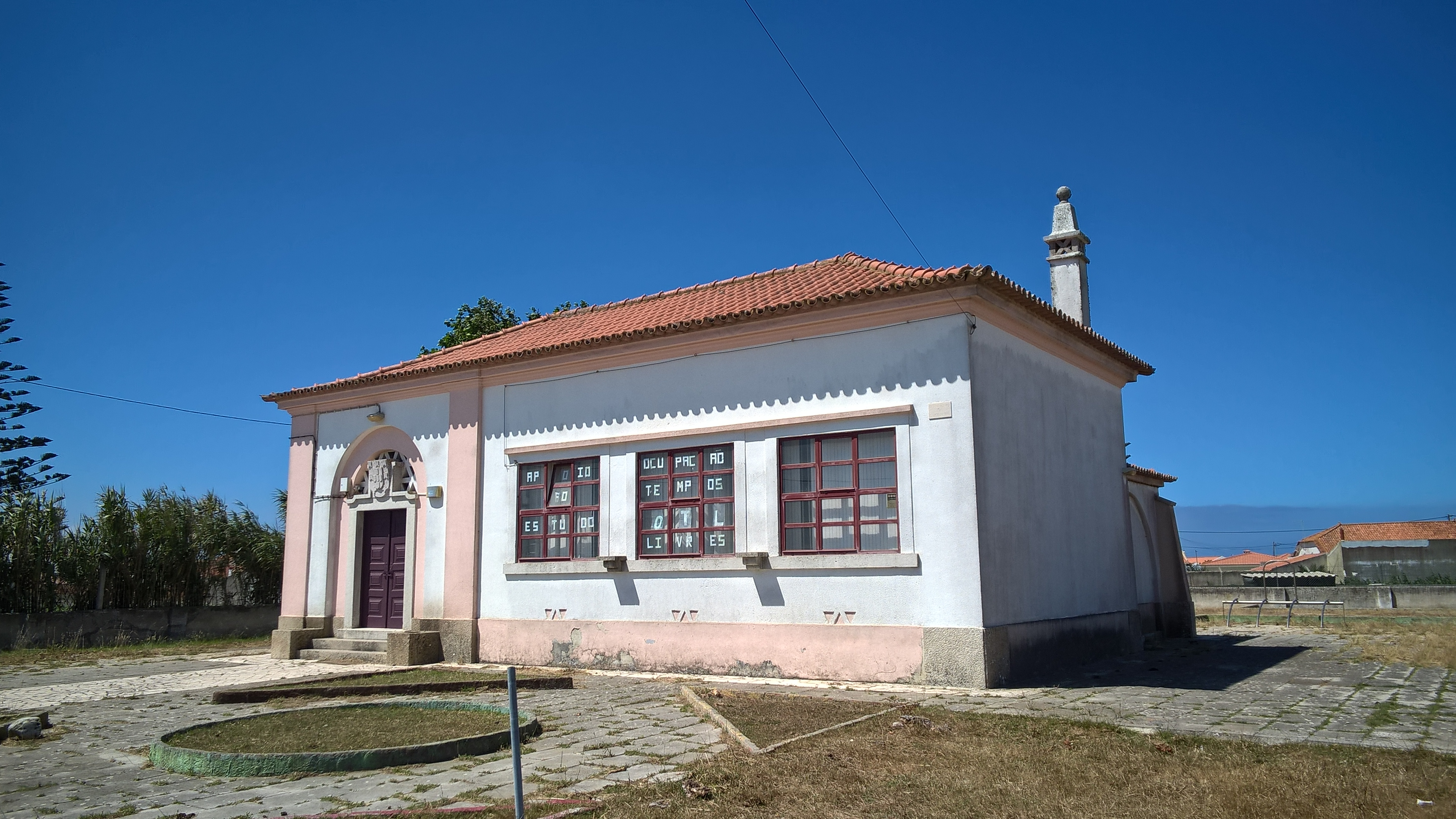
Esempio di una scuola elementare costruita durante il Plano dos Centenários dell'Estado Novo, con il suo caratteristico scudo portoghese sopra l'ingresso

Durante i primi tre anni dell'Estado Novo, l'allora Ministero della Pubblica Istruzione ebbe in totale quattro diversi ministri.

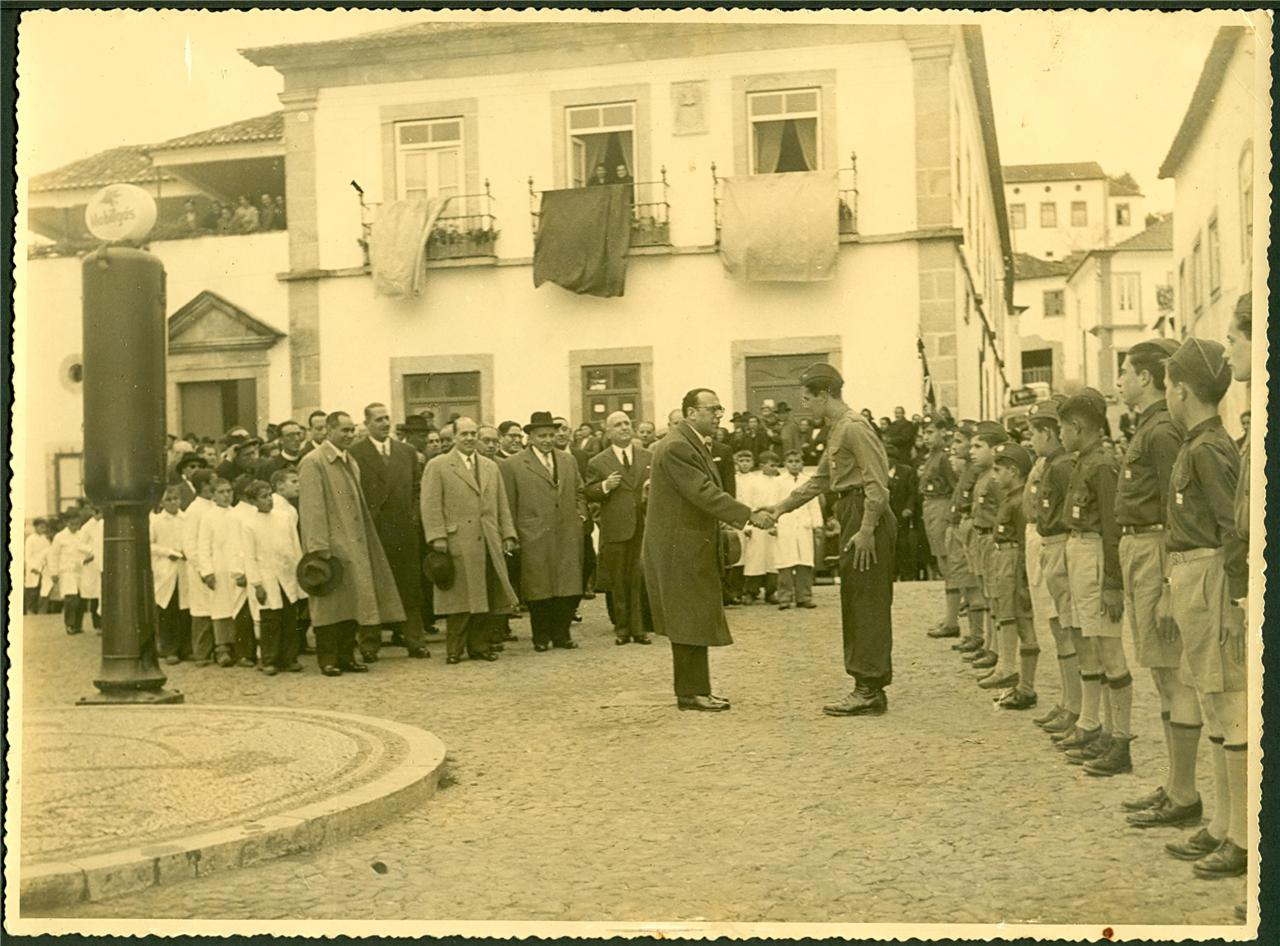
Bambini con l'uniforme della Mocidade Portuguesa a destra, 1956

### Il ministero di Carneiro Pacheco (1936-1940)
Nel 1936 António Carneiro Pacheco (allora rettore dell'Università di Lisbona) venne nominato ministro della Pubblica Istruzione. Nello stesso anno, il suo Ministero emise una legge che modificava il nome del Ministero in Ministero dell'Istruzione Nazionale ed includeva un Consiglio Nazionale dell'Istruzione (Junta Nacional da Educação). Questo Consiglio Nazionale dell'Istruzione mirava a studiare e ad informare il ministro in tutte le questioni sia dell'istruzione che della cultura. I genitori e gli educatori dovevano essere rappresentati in tutte le sezioni di questo Consiglio, ad eccezione della sezione relazioni culturali e ricerca scientifica. Questo Consiglio avrebbe sostituito il Consiglio Superiore della Pubblica Istruzione, che esisteva dal 1835, insieme ad altri comitati di consulenza, come il Consiglio Nazionale degli Scavi e dell'Antiquariato.
Ulteriori eventi degni di nota durante il mandato di Carneiro Pacheco furono la creazione della Mocidade Portuguesa, il Piano dei Centenari (Plano dos Centenários) e l'adozione di un unico libro di testo nazionale per ogni grado.
Nel 1936 verrà istituita la Mocidade Portuguesa, definita come “un'organizzazione nazionale e premilitare in grado di stimolare lo sviluppo integrale delle [giovani] capacità fisiche, la formazione del [loro] carattere e la devozione alla Patria e porre [loro] in condizioni di poter competere efficacemente per la sua difesa" (Legge 1941, Base XI).
Il Piano dei Centenari mirava a costruire una rete di scuole, uniformi per regione, che obbedisse ai criteri pedagogici e igienici del tempo. Gli edifici sarebbero stati adattati per riflettere le differenze di clima, risorse materiali e processi di costruzione di ciascuna regione. Il piano venne ufficialmente approvato nel 1939, ma a causa della seconda guerra mondiale avrebbe iniziato la sua prima fase solo nel 1944. Si sarebbe esteso ben oltre il mandato di Carneiro Pacheco, con la sua VI fase nel 1959. Venne sostituito nel 1961 dal "Nuovo Piano delle Costruzioni". Tra il 1930 e il 1940 , il numero delle scuole primarie passò da 27 000 a 40 000.

### Tra Carneira Pacheco e Veiga Simão (1940-1970)

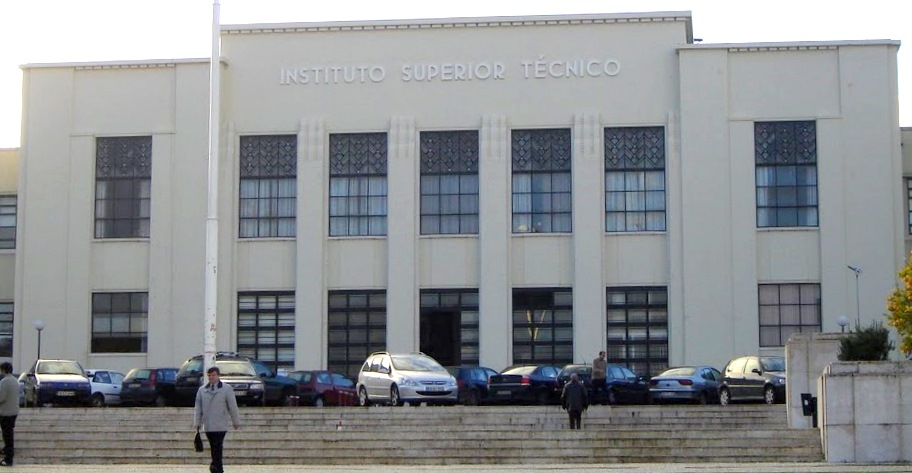
Instituto Superior Técnico, la più grande e prestigiosa scuola d'ingegneria del Portogallo, costruita nel 1937

Nel 1952, mentre l'81,4% dei bambini dai 10 agli 11 anni era alfabetizzato, solo il 6,3% aveva terminato il triennio della scuola dell'obbligo. per l'educazione popolare è stato lanciato con l'intento di ridurre l'analfabetismo di adolescenti e adulti e di mandare a scuola tutti i bambini in età scolare. Questo piano includeva multe per i genitori che non si attenevano, e queste sono state applicate rigorosamente.
Nel 1956, l'istruzione obbligatoria per i ragazzi (e le ragazze nel 1960) fu portata da tre a quattro anni.
Alla fine degli anni '50, il Portogallo era riuscito a tirarsi fuori dal baratro educativo in cui si era trovato a lungo: l'analfabetismo tra i bambini in età scolare era praticamente scomparso.

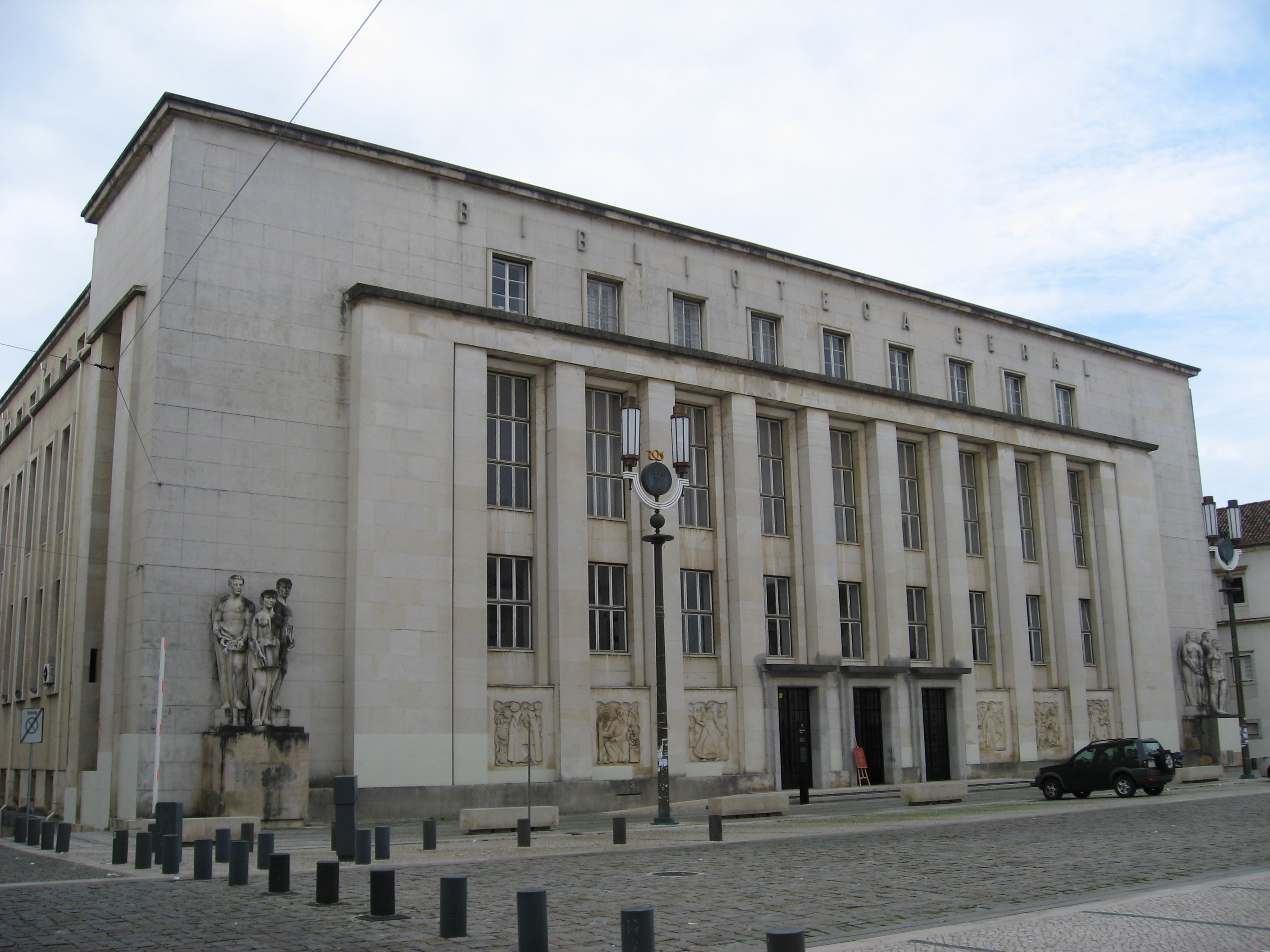
L'edificio principale della Biblioteca Generale dell'Università di Coimbra – Edifício Novo (Nuovo Edificio, 1962) nellAlta Universitária, Coimbra

Nel 1959, il ministro dell'Istruzione Leite Pinto promosse i primi colloqui tra Portogallo e OCSE, che avrebbero portato il Portogallo ad essere incluso in un progetto OCSE (DEEB, Development and Economy in Educational Building) per aiutare i paesi mediterranei nel 1963.
Nel 1962, il Ministero d'oltremare, allora guidato da Adriano Moreira, fondò università nelle province d'oltremare dell'Angola (Università di Luanda) e del Mozambico (Università di Lourenço Marques). Inoltre, le università di lunga data di Lisbona e Coimbra vennero notevolmente ampliate e modernizzate in questo decennio. Vennero costruiti nuovi edifici e campus, come la Cidade Universitária (Lisbona) e l'Alta Universitária (Coimbra).
Nel 1964 l'obbligo scolastico viene innalzato da quattro a sei anni.
Nel 1965, viene creato un programma televisivo didattico (Telescola), girato negli studi di Rádio e Televisão de Portugal a Porto, per sostenere le aree rurali isolate e le scuole suburbane sovraffollate.

### Le riforme di Veiga Simão (1970-1974)
Nel 1970, durante la primavera marcelista, José Veiga Simão (allora rettore dell'Università di Lourenço Marques) diventa l'ultimo ministro dell'Istruzione dell'Estado Novo. Nel 1971 Veiga Simão andrà in TV a presentare due progetti, uno volto alla riforma del sistema scolastico, l'altro alla riforma dell'istruzione superiore. In quello stesso anno, il suo ministero riconoscerà l'Università Cattolica Portoghese. Nel luglio 1973, dopo un'ampia discussione sociale dei suoi progetti, Veiga Simão lancerà una "Legge fondamentale dell'educazione", che mirava a democratizzare l'istruzione in Portogallo e, nell'agosto dello stesso anno, varerà anche un decreto che creerà le Università Nova de Lisboa, di Aveiro e del Minho, l'Instituto Universitário de Évora, diverse scuole politecniche (ad esempio Covilhã, Faro, Leiria , Setúbal, Tomar, Vila Real) e scuole superiori (ad es. Beja, Bragança, Castelo Branco, Funchal, Ponta Delgada). Meno di un anno dopo, ebbe luogo la rivoluzione dei garofani, che pose fine all'Estado Novo.

## Fine del regime

Stemma dell'India portoghese

Stemma dell'Africa Occidentale Portoghese

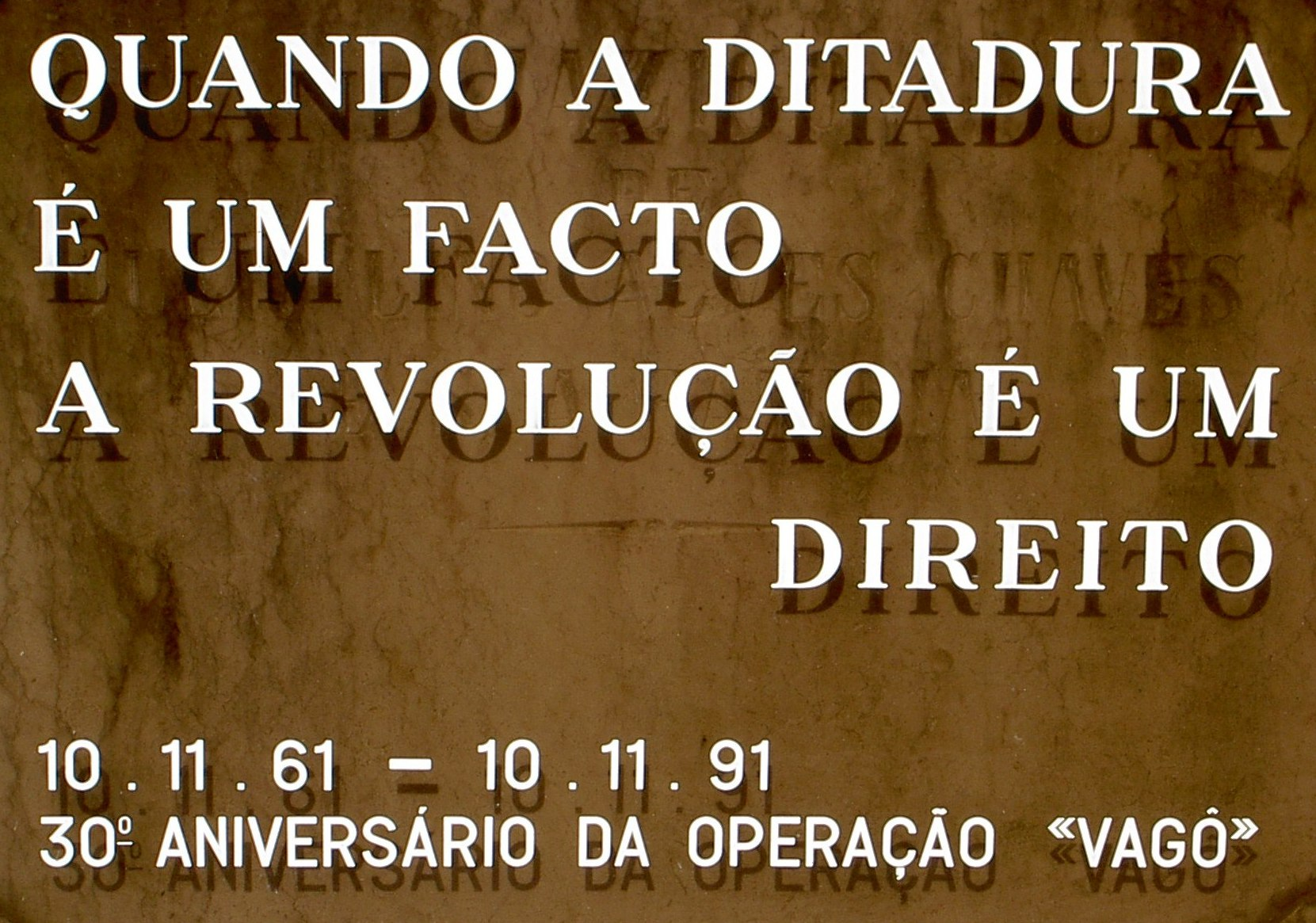
Memoriale al cimitero Cemitério dos Prazeres a Lisbona per una delle tante azioni contro il regime di Salazar, l'operazione Vagô, dove vennero sparsi volantini su diverse città portoghesi da un aereo della TAP nel 1961. Il testo dice: "Quando la dittatura è una realtà, la rivoluzione è giusta."

Stemma della Provincia d'Oltremare della Guinea portoghese

Stemma dell'Africa Orientale Portoghese

Stemma di Timor portoghese

Dopo che l'India ottenne l'indipendenza nel 1947 sotto il governo di Attlee, i residenti filo-indiani del territorio portoghese d'oltremare di Dadra e Nagar Haveli, con il sostegno del governo indiano e con l'aiuto delle organizzazioni filo-indipendenza, liberarono Dadra e Nagar Haveli dal dominio portoghese nel 1954. Nel 1961, l'annessione del Forte di São João Baptista de Ajudá da parte della Repubblica del Dahomey fu l'inizio di un processo che portò allo scioglimento definitivo del secolare Impero portoghese. Secondo il censimento del 1921 São João Baptista de Ajudá aveva 5 abitanti e, al momento dell'ultimatum del governo del Dahomey, aveva solo 2 abitanti che rappresentavano la sovranità portoghese. Un'altra ritirata forzata dai territori d'oltremare avvenne nel dicembre 1961, quando il Portogallo si rifiutò di cedere i territori di Goa, Daman e Diu. Di conseguenza, l'esercito e la marina portoghesi vennero coinvolti in un conflitto armato nella sua colonia dell'India portoghese contro le forze armate indiane. L'operazione portò alla sconfitta della limitata guarnigione difensiva portoghese, che venne costretta ad arrendersi ad una forza militare molto più numerosa. Il risultato fu la perdita dei restanti territori portoghesi nel subcontinente indiano. Il regime portoghese rifiutò di riconoscere la sovranità indiana sui territori annessi, che continuarono ad essere rappresentati nell'Assemblea Nazionale del Portogallo. Il cosiddetto Wind of Change, riguardante la colonizzazione storica nei territori d'oltremare governati dall'Europa, iniziò ad avere influenza sul secolare impero. La fine dell'Estado Novo iniziò effettivamente con le rivolte nei territori d'oltremare in Africa durante gli anni '60. I movimenti indipendentisti attivi nell'Angola portoghese, nel Mozambico portoghese e nella Guinea portoghese erano sostenuti sia dagli Stati Uniti sia dall'Unione Sovietica, che volevano entrambi porre fine tutti gli imperi coloniali ed espandere le proprie sfere di influenza.
Per il regime al potere portoghese, il secolare impero d'oltremare era una questione d'interesse nazionale. Le critiche contro alcuni tipi di discriminazione razziale nei territori africani portoghesi vennero confutate sulla base del fatto che tutti gli africani portoghesi sarebbero stati occidentalizzati e assimilati a tempo debito, attraverso un processo chiamato missione civilizzatrice. Le guerre ebbero gli stessi effetti in Portogallo della guerra del Vietnam negli Stati Uniti, o della guerra dell'Afghanistan nell'Unione Sovietica; erano lunghe guerre impopolari e costose che isolavano diplomaticamente il Portogallo, portando molti a mettere in dubbio la continuazione della guerra e, per estensione, il governo. Sebbene il Portogallo fosse in grado di mantenere una certa superiorità nelle colonie grazie all'uso di paracadutisti d'élite e truppe per operazioni speciali, il sostegno straniero ai guerriglieri, inclusi embarghi sulle armi ed altre sanzioni contro i portoghesi, li rese più manovrabili, consentendo loro d'infliggere perdite all'esercito portoghese. La comunità internazionale isolò il Portogallo a causa della lunga guerra coloniale. La situazione venne aggravata dalla malattia di Salazar, l'uomo forte del regime, nel 1968. Il suo sostituto fu uno dei suoi più stretti consiglieri, Marcello Caetano, che cercò di democratizzare lentamente il Paese, ma non poté nascondere l'ovvia dittatura che opprimeva il Portogallo. Salazar morì nel 1970.
Dopo aver trascorso i primi anni del suo sacerdozio in Africa, il prete britannico Adrian Hastings creò una tempesta nel 1973 con un articolo su The Times sul "massacro di Wiriyamu" in Mozambico, rivelando che l'esercito portoghese aveva massacrato circa 400 abitanti del villaggio di Wiriyamu, vicino a Tete, nel dicembre 1972. Il suo rapporto venne stampato una settimana prima che il primo ministro portoghese, Marcelo Caetano, avrebbe dovuto visitare la Gran Bretagna per celebrare il 600º anniversario dell'alleanza anglo-portoghese. Il crescente isolamento del Portogallo in seguito alle affermazioni di Hastings è stato spesso citato come un fattore che contribuì a realizzare il colpo di Stato della "rivoluzione dei garofani" che depose il regime di Caetano nel 1974.
I vari conflitti costrinsero i governi Salazar e Caetano a spendere una parte maggiore del bilancio del paese per l'amministrazione coloniale e le spese militari, e il Portogallo si trovò ben presto sempre più isolato dal resto del mondo. Dopo che Caetano successe al primo ministro, la guerra coloniale divenne una delle principali cause di dissenso e un punto focale per le forze antigovernative nella società portoghese. Molti giovani dissidenti, come studenti di sinistra ed attivisti contro la guerra, vennero costretti a lasciare il paese per sfuggire alla prigione o alla coscrizione. Tuttavia, tra il 1945 e il 1974, vi furono anche tre generazioni di militanti della destra radicale nelle università e nelle scuole portoghesi, guidati da un nazionalismo rivoluzionario in parte influenzato dalla sottocultura politica del neofascismo europeo. Il nocciolo della lotta di questi studenti radicali risiedeva in una difesa senza compromessi dell'Impero Portoghese ai tempi del regime autoritario.
All'inizio degli anni '70, la guerra coloniale portoghese continuò a imperversare, richiedendo un budget in costante aumento. L'esercito portoghese era messo a dura prova e non c'era alcuna soluzione politica o fine in vista. Mentre le perdite umane erano relativamente piccole, la guerra nel suo insieme era già entrata nel suo secondo decennio. Il regime al potere portoghese dell'Estado Novo era oggetto di critiche da parte della comunità internazionale e stava diventando sempre più isolato. Ebbe un profondo impatto sul Portogallo: migliaia di giovani evitarono la coscrizione emigrando illegalmente, principalmente in Francia e negli Stati Uniti.
La guerra nelle colonie era sempre più impopolare nello stesso Portogallo poiché la gente si stancava della guerra e si opponeva alle sue spese sempre crescenti. Anche molti portoghesi dei territori africani d'oltremare erano sempre più disposti ad accettare l'indipendenza se il loro status economico avesse potuto essere preservato. Tuttavia, nonostante gli attacchi imprevedibili e sporadici dei guerriglieri contro obiettivi in tutte le campagne dei territori africani portoghesi, le economie sia dell'Angola che del Mozambico erano in forte espansione, città e paesi si stavano espandendo e prosperavano costantemente nel tempo, nuove reti di trasporto venivano aperte per collegare la fascia costiera ben sviluppata e altamente urbanizzata con le regioni interne più remote, e il numero di migranti di etnia portoghese europea dal Portogallo continentale (la metrópole) aumentò rapidamente dagli anni '50 (sebbene sempre come una piccola minoranza della popolazione totale di ciascun territorio).
Improvvisamente, dopo alcuni falliti tentativi di ribellione militare, nell'aprile 1974 la Rivoluzione dei garofani a Lisbona, organizzata da ufficiali militari portoghesi di sinistra – il Movimento delle Forze Armate (MFA), rovesciò il regime dell'Estado Novo. Il colpo di Stato guidato dai militari può essere descritto come il mezzo necessario per riportare la democrazia in Portogallo, ponendo fine all'impopolare guerra coloniale in cui migliaia di soldati portoghesi erano stati incaricati e sostituendo l'autoritario regime dell'Estado Novo (Nuovo Stato) e la sua polizia segreta che reprimevano le libertà civili e le libertà politiche elementari. Tuttavia, l'organizzazione del golpe militare iniziò come protesta della classe professionale dei capitani delle forze armate portoghesi contro un decreto legge: il Dec. Lei nº 353/73 del 1973. I giovani diplomati dell'accademia militare si risentirono per un programma introdotto da Marcello Caetano in base al quale gli ufficiali della milizia che avevano completato un breve programma di addestramento ed avevano prestato servizio nelle campagne difensive dei territori d'oltremare, avrebbero potuto essere nominati allo stesso grado dei diplomati dell'accademia militare. Il governo portoghese di Caetano aveva avviato il programma (che includeva diverse altre riforme) per aumentare il numero di ufficiali impiegati contro le insurrezioni africane e allo stesso tempo ridurre i costi militari per alleviare un bilancio statale già oberato. Dopo il colpo di Stato, il MFA, guidato dalla Giunta di Salvezza Nazionale, prese il potere. Caetano si dimise e venne portato in custodia alle isole Madera, dove rimase per alcuni giorni. Poi volò in esilio in Brasile. Nel 1975 l'Impero portoghese era quasi crollato.

## Conseguenze
Dopo l'Estado Novo il paese avrebbe poi vissuto un periodo turbolento di governi provvisori e uno stato quasi disintegrato che ricordava la Prima Repubblica, una condizione che l'Estado Novo con grande cura e perseveranza aveva cercato di evitare. Questi governi provvisori censurarono per breve tempo i giornali ed arrestarono gli oppositori. Lo storico Kenneth Maxwell ritiene che, per molte ragioni, il Portogallo, nella sua transizione da un regime autoritario a un governo più democratico, somigliasse al Nicaragua più di ogni altra nazione sudamericana. Durante gli ultimi mesi dello Stato franchista, che era sopravvissuto fino a quel momento, la Spagna prese in considerazione l'idea di invadere il Portogallo per controllare la minaccia percepita del comunismo causata dalla rivoluzione dei garofani.
Dopo un periodo di disordini sociali, faziosità e incertezza nella politica portoghese, tra il 1974 e il 1976, né il radicalismo di estrema sinistra, né quello di estrema destra prevalsero. Tuttavia, elementi filo-comunisti e socialisti mantennero il controllo del paese per diversi mesi prima delle elezioni. Il Partito Comunista Portoghese (PCP) di Álvaro Cunhal rimase di mentalità stalinista ed indifferente al tipo di riforme che stavano emergendo come "eurocomunismo" in altri paesi dell'Europa occidentale.
Il ritiro dalle colonie e l'accettazione dei loro termini di indipendenza che avrebbero creato nuovi stati comunisti indipendenti nel 1975 (in particolare la Repubblica Popolare dell'Angola e la Repubblica Popolare del Mozambico) provocò un esodo di massa dei portoghesi cittadini dei territori africani del Portogallo (principalmente dell'Angola e del Mozambico), creando oltre un milione di rifugiati portoghesi indigenti — i retornados. Nel 1975, tutti i territori africani portoghesi erano indipendenti e il Portogallo tenne le sue prime elezioni democratiche in 50 anni. Tuttavia, il paese continuò ad essere governato da una amministrazione provvisoria militare-civile fino alle elezioni legislative portoghesi del 1976.
Per i portoghesi e le loro ex colonie, questo fu un periodo molto difficile, ma molti ritenevano che gli effetti a breve termine della rivoluzione dei garofani valessero la pena quando vennero raggiunti i diritti civili e le libertà politiche. I portoghesi celebrano il Giorno della Libertà il 25 aprile di ogni anno e il giorno è una festa nazionale in Portogallo. Rifiutando di concedere l'indipendenza ai suoi territori d'oltremare in Africa, il regime al potere portoghese dell'Estado Novo venne criticato dalla maggior parte della comunità internazionale e i suoi leader Salazar e Caetano vennero accusati di essere ciechi al Wind of Change. Dopo la rivoluzione dei garofani nel 1974 e la caduta del regime autoritario portoghese in carica, quasi tutti i territori governati dal Portogallo al di fuori dell'Europa divennero indipendenti. Per il regime, la conservazione di quei possedimenti d'oltremare era stata una questione d'interesse nazionale. Molti esportatori portoghesi di successo in precedenza (ad es. CUF e altri) non sopravvissero al PREC (1975) ispirato dal movimento operaio di estrema sinistra e alla sua influenza sull'economia, sulla società e sulle politiche statali portoghesi, inclusa la nuova Costituzione portoghese adottata nel 1976. Nei decenni successivi, il Portogallo rimase un beneficiario netto dei Fondi strutturali e di investimento europei  e non evitò tre salvataggi guidati dal Fondo Monetario Internazionale tra la fine degli anni '70 e l'inizio del 2010. Nel 2011, durante la crisi finanziaria portoghese, quando il paese si stava avvicinando alla fine del governo di centrosinistra di José Sócrates e dovette richiedere assistenza finanziaria internazionale, Otelo Saraiva de Carvalho, l'ufficiale militare portoghese che fu il capo stratega della rivoluzione dei garofani del 1974 a Lisbona, dichiarò che non avrebbe iniziato la rivoluzione se avesse saputo cosa sarebbe diventato dopo il paese. Affermò inoltre che il Paese avrebbe avuto bisogno di un uomo onesto come Salazar per affrontare la crisi, ma da una prospettiva non fascista.

## Riferimenti letterari
All'epoca dell'Estado Novo, nel 1938, è ambientato il romanzo Sostiene Pereira, scritto da Antonio Tabucchi.

### Annotazioni
1. ↑  Prima della seconda guerra mondiale, Salazar dichiarò: "Siamo contrari a tutte le forme d'internazionalismo, comunismo, socialismo, sindacalismo e tutto ciò che può dividere o minimizzare o disgregare la famiglia. Siamo contro la guerra di classe, l'irreligiosità e la slealtà verso il proprio paese; contro la servitù, una concezione materialistica della vita e della forza oltre il diritto". Salazar criticava la dittatura fascista che, secondo lui, tendeva al cesarismo pagano e ad un nuovo stato che non riconosceva limiti di ordine morale legale.[1]

### Fonti
1. ↑  Kay, 1970, pag. 68.
2. ↑   Portugal não é um país pequeno: superfície do império colonial português comparada com a dos principais países da Europa, Penafiel, [ca 1935] - Biblioteca Nacional Digital, su purl.pt (archiviato dall'url originale il 14 maggio 2011).
3. ↑  Portugal: A Second Salazar?, TIME (venerdì 6 dicembre 1968) https://content.time.com/time/subscriber/article/0,33009,844638,00.html
4. ↑  Portugal and European Integration, 1947–1992: an essay on protected openness in the European Periphery, Lucia Coppolaro, Pedro Lains, Università Brown (e-pubblicazione di storia portoghese (e-JPH), Vol. 11, numero 1, estate 2013) https://www.brown.edu/Departments/Portuguese_Brazilian_Studies/ejph/html/issue21/pdf/v11n1a03.pdf
5. 1 2  (PT) José Mattoso e Fernando Rosas, História de Portugal: o Estado Novo, VII, Lisbona, Estampa, 1994,  p. 474, ISBN 978-9723310863.
6. ↑   Isabel Perreira Gomes, José Pedro Amorim, José Alberto Correira e Isabel Menezes, The Portuguese literacy campaigns after the Carnation Revolution (1974-1977), in Journal of Social Science Education, vol. 14, n. 2, 1º gennaio 2016,  pp. 69-80, DOI:10.4119/jsse-747. URL consultato il 16 gennaio 2018.
7. ↑   Guy Neave e Alberto Amaral, Higher Education in Portugal 1974-2009: A Nation, a Generation, Springer Science & Business Media, 2012  [21 dicembre 2011],  pp. 95,102, ISBN 978-9400721340. URL consultato il 16 gennaio 2018.
8. ↑   Alden Whitman, Antonio Salazar: A Quiet Autocrat Who Held Power in Portugal for 40 Years, in The New York Times, 28 luglio 1970. URL consultato il 19 gennaio 2018.
9. ↑   O Maior Português de Sempre – Oliveira Salazar (1ª Parte)., Jaime Nogueira Pinto presenta Salazar in O maior português de sempre (RTP)
10. 1 2   História de Portugal. A luta de facções entre os salazaristas. URL consultato il 15 febbraio 2023 (archiviato dall'url originale il 3 marzo 2016). "Até os americanos já o tinham abandonado, temendo 'recriar o caos que existia em Portugal antes de Salazar tomar o poder'.", da História de Portugal (2009), Rui Ramos, Bernardo de Vasconcelos e Sousa e Nuno Gonçalo Monteiro, Esfera dos Livros, citato su ionline.pt
11. ↑  (EN) Z.A. Konczacki, Jane L. Parpart e Timothy M. Shaw (a cura di), Studies in the Economic History of Southern Africa, I: The Front Line States, Taylor & Francis, 2016  [1990], ISBN 9781135183820.
12. ↑  (PT) Cláudia Castelo, O modo português de estar no mundo: O luso-tropicalismo e a ideologia colonial portuguesa (1933-1961), Porto, Edições Afrontamento, 1999, ISBN 978-9723604863.
13. ↑  Meneses, 2009, p. 162.
14. 1 2  Kay, 1970, p. 63.
15. ↑  Wiarda, 1977, p. 97.
16. ↑  Wiarda, 1977, p . 98.
17. ↑  Kay, 1970, p. 53.
18. ↑  Gallagher, 1990, p. 167.
19. 1 2 3  Kay, 1970, p. 55.
20. ↑  Wiarda, 1977, p. 88.
21. 1 2 3  Wiarda, 1977, p. 100.
22. ↑   British Embassy in Lisbon despatch on draft constitution, su Contemporary Portuguese History Online, The Contemporary Portuguese History Research Centre. URL consultato il 26 settembre 2015 (archiviato dall'url originale il 18 maggio 2018).
23. ↑  Wiarda, 1977, p. 101.
24. 1 2 3 4 5  Kay, 1970, p. 49.
25. ↑  Nohlen, D. & Stöver, P. (2010) Elections in Europe: A data handbook, p. 1542 ISBN 978-3832956097
26. ↑   Áurea Adão e Maria José Remédios, The educational narrativity in the first period of Oliveira Salazar's government. Women's voices in the National Assembly (1935–1945), in History of Education, vol. 34, n. 5, 23 maggio 2006,  pp. 547-559, DOI:10.1080/00467600500221315.
27. ↑  Miranda, Prof. Jorge - Escritos vários sobre direitos fundamentais, pag. 12, ISBN 9789728818623
28. ↑  In originale "São eleitores de Assembleia Nacional todos os cidadãos portugueses, maiores ou emancipados, que saibam ler e screver português e não estejam abrangidos por qualquer das incapacidades previstes na lei; vez recenseados ao abrigo da Lei n.º 2015, de 28 de Maio de 1946, desde que satisfaçam os requisitos nela fixados."
29. ↑  (EN) Richard Herr e António Costa Pinto, The Portuguese Republic at One Hundred, Berkeley, University of California, 14 dicembre 2012, ISBN 978-0-9819336-2-7.
30. ↑  Wiarda, 1977, p. 109.
31. ↑  Wiarda, 1977, p. 132.
32. ↑  Wiarda, 1977, p. 155.
33. ↑  Robert O. Paxton, "The five stages of fascism". Journal of Modern History 70.1 (1998): 1-23, citazioni alle pagine 3 e 17.
34. ↑  Kay, 1970, pp. 50-51.
35. ↑  Wiarda, 1977, p. 98.
36. ↑  Kay, 1970, p. 68.
37. ↑   Paul H. Lewis, Latin Fascist Elites: The Mussolini, Franco, and Salazar Regimes: The Mussolini, Franco, and Salazar Regimes, ABC-CLIO, 30 dicembre 2002, ISBN 9780313013348. Ospitato su Google Books.
38. ↑  (PT) Luís Reis Torgal, Estados novos, estado novo: ensaios de história política e cultural vol. I, Imprensa da Universidade de Coimbra, settembre 2009,  p. 514, ISBN 978-989-26-0009-3.
39. ↑  (FR) Fernando Rosas, Le Salazarisme et L'homme nouveau : Essai sur L'État nouveau et la question du totalitarisme dans les années trente et quarante, in Marie-Anne Matard-Bonucci e Pierre Milza (a cura di), L'Homme nouveau dans l'Europe fasciste (1922–1945), Parigi, Fayard, 2004,  pp. 87-123.
40. ↑  (EN) Manuel de Lucena, Reflections on the Fall of the Salazarist Regime and on What Followed, in Stein Ugelvik Larsen (a cura di), Modern Europe after Fascism, 1943–1980, Boulder, Social Science Monographs, 1998,  pp. 1636-1678.
41. ↑  (EN) Roger Griffin, The Nature of Fascism, Londra, Routledge, 1993.
42. ↑  (EN) Stanley Payne, A History of Fascism, 1914–1945, Londra, UCL Press, 1995.
43. ↑  (EN) António Costa Pinto, Salazar’s Dictatorship and European Fascism: Problems of Interpretation, New York, Columbia University Press, 1996.
44. ↑  (EN) A. James Gregor, Phoenix: Fascism in Our Time, New Brunswick, Transaction Publishers, 1999.
45. ↑  (EN) Juan J. Linz, Authoritarian and Totalitarian Regimes, Boulder, Lynne Rienner, 2000.
46. ↑  (EN) Michael Mann, Fascists, Cambridge, Cambridge University Press, 2004.
47. ↑  (EN) Robert Owen Paxton, The Anatomy of Fascism, New York, Vintage Press, 2005.
48. ↑  (EN) Robert Owen Paxton, The five stages of fascism, in Journal of Modern History, vol. 70, n. 1, marzo 1998,  pp. 1-23.
49. ↑  (EN) Robert Owen Paxton, The Anatomy of Fascism, New York, Alfred A. Knopf, 2004, ISBN 978-1-4000-4094-0.
50. ↑  Douglas L. Wheeler, "The Price of Neutrality: Portugal, the Wolfram Question, and World War II". Luso-Brazilian Review (1986) 23#1  pp 107-127. e 23#2  pp 97-111.
51. ↑   William Gervase Clarence-Smith, The Portuguese Empire and the 'Battle for Rubber' in the Second World War, in Portuguese Studies Review, vol. 19, n. 1, 2011,  pp. 177-196, ISSN 1057-1515 (WC · ACNP).
52. ↑  Ian Dear, e M.R.D. Foot, a cura di, The Oxford Companion to World War II (1995), pp. 910-911.
53. ↑   Sonny B. Davis, Salazar, Timor, and Portuguese Neutrality in World War II, in Portuguese Studies Review, vol. 13, n. 1, 2005,  pp. 449-476, ISSN 1057-1515 (WC · ACNP).
54. ↑   PORTUGAL IN MOURNING FOR HITLER, su The Argus (Melbourne), 4 maggio 1945.
55. ↑   Lawrence S. Graham e Harry M. Makler, Contemporary Portugal: The Revolution and Its Antecedents, University of Texas Press, 2014,  p. 197, ISBN 9780292773059.
56. ↑   Dawn L. Raby, Controlled, Limited and Manipulated Opposition Under a Dictatorial Regime: Portugal, 1945-9, in European History Quarterly, vol. 19, n. 1, 1989,  pp. 63-84, DOI:10.1177/026569148901900103.
57. ↑   John E. Jessup, A Chronology of Conflict and Resolution, 1945-1985, New York, Greenwood Press, 1989, ISBN 0-313-24308-5.
58. ↑   Portugal > History and Events > Date Table > Second Republic, su portugal-info.net.
59. ↑   History, su HowStuffWorks, 27 febbraio 2008 (archiviato dall'url originale il 23 febbraio 2010).
60. ↑   Peter Chalk, Encyclopedia of Terrorism, ABC-CLIO, 2012,  p. 903, ISBN 9780313385353.
61. ↑   Portuguese Rebels Hijack Airliner; Scatter Leaflets, in Madera Tribune (California Digital Newspaper Collection), 10 novembre 1961. URL consultato il 21 febbraio 2021.
62. ↑  (PT) Dos Combatentes do Ultramar, su ultramar.terraweb.biz. URL consultato il 6 novembre 2009 (archiviato dall'url originale il 6 aprile 2009).
63. ↑   Stephen L. Weigert, Angola: A Modern Military History, 1961-2002, Palgrave Macmillan, 2011,  pp. 50-51, ISBN 9780230337831.
64. ↑  Rosas, Fernando, Fernando Martins, Luciano do Amaral, Maria Fernanda Rollo e José Mattoso. O Estado Novo (1926-1974). Estampa, 1998.
65. ↑  Wiarda, 1977, p. 94.
66. ↑   Portugal: The War Has Made It Europe's Front Door, in Life, 29 luglio 1940. URL consultato il 30 aprile 2015.
67. ↑   Juan J. Linz, Alfred Stepan e Wallace Sayre Stepan, Problems of Democratic Transition and Consolidation: Southern Europe, South America, and Post-Communist Europe, JHU Press, 16 agosto 1996,  p.  128., ISBN 9780801851582.
«Financial crisis 1974 Portugal.»
68. ↑  (PT) Fundação da SEDES – As primeiras motivações, su sedes.pt (archiviato dall'url originale il 19 marzo 2012)., "Nos anos 60 e até 1973 teve lugar, provavelmente, o mais rápido período de crescimento económico da nossa História, traduzido na industrialização, na expansão do turismo, no comércio com a EFTA, no desenvolvimento dos sectores financeiros, investimento estrangeiro e grandes projectos de infra-estruturas. Em consequência, os indicadores de rendimentos e consumo acompanham essa evolução, reforçados ainda pelas remessas de emigrantes". SEDES
69. ↑  (EN) Joaquim da Costa Leite, Instituições, Gestão e Crescimento Económico: Portugal, 1950-1973, in Working Papers de Economia, n. 38, Departamento de Economia, Gestão e Engenharia Industrial, Universidade de Aveiro, marzo 2006.
70. ↑  (EN) Pedro Lains, Catching up to the European core: Portuguese economic growth, 1910–1990, in Explorations in Economic History, vol. 40, n. 4, Elsevier, ottobre 2003,  pp. 369-386.
71. ↑  Angola no outro lado do tempo 🇦🇴, Angola - O Outro Lado do Tempo https://www.youtube.com/watch?v=33x7u7Ijm7Y&list=PLZWwV_k3xAIaium0MhHB-6bhu9BX2OP8S&t=1s
72. ↑  Do outro lado do tempo: Moçambique antes de 1975 VERSÂO COMPLETA https://www.youtube.com/watch?v=igQEvBShfu0&t=0s
73. ↑  (PT) Decreto-Lei n.º 448/72 (PDF), in Diário do Governo, n. 264,  pp. 1641-1644.
74. ↑   Movimento das Forças Armadas (1974–1975)., Projecto CRiPE- Centro de Estudos em Relações Internacionais, Ciência Política e Estratégia . © José Adelino Maltez. Copie autorizzate, da quelle indicate all'origine. Ultima revisione: 2 ottobre 2008
75. ↑  (PT) Una guerra coloniale in Guinea /Bissau (07 de 07)., Otelo Saraiva de Carvalho sul Decreto Legge, RTP 2, youtube.com.
76. ↑  João Bravo da Matta,  A Guerra do Ultramar., O Diabo, 14 ottobre 2008, pp.22
77. 1 2 3 4  (PT) Áurea Adão e Maria José Remédios, O alargamento da escolaridade obrigatória para as meninas portuguesas (1960), uma medida legislativa envergonhada: sua rappresentanza nos jornais, in Revista HISTEDBR On-Line, vol. 9, n. 36, 2009,  pp. 3-13, DOI:10.20396/rho.v9i36.8639636.
78. ↑   Constitu ição de 1933 (PDF), su parlamento.pt.
79. 1 2 3   Paulo Drumond Braga, Os Ministros da Educação Nacional (1936-1974): Sociologia de uma Função, in Revista Lusófona de Educação, n. 16, 2010,  pp. 23-38.
80. ↑   António Faria Carneiro Pacheco, nota biográfica (PDF), su Parlamento.pt.
81. 1 2 3 4  Lei n.º 1941, de 11 de Abril de 1936
82. ↑  PORTOGALLO; Secretaria-Geral do Ministério da Educação. Reformas do Ensino em Portugal: 1835-1869, Tomo I, Volume I. Lisboa, Secretaria-Geral do Ministério da Educação, 1989.
83. 1 2 3   Adriana Maria Martin Tenreiro Tavares, Dois tempos, dois espaços: a educação retratada no plano dos centenários (1940/50) e no projecto DEEB (1960/70), 2010.
84. ↑  Palma e Reis, 2018, p. 17.
85. ↑  (PT) António Candeias e Simoes, Eduarda, Alfabetização e escola em Portugal no século XX: Censos Nacionais e estudos de caso., in Análise Psicológica, vol. 17, n. 1, 1999,  pp. 163-194. URL consultato il 10 maggio 2014 (archiviato dall'url originale il 12 maggio 2014).
86. ↑   Decreto-lei 44530, su dre.pt.
87. ↑  (PT) Infopédia, Telescola - Infopédia, su Infopédia - Dicionários Porto Editora. URL consultato il 21 giugno 2020.
88. 1 2   Stephen R. Stoer, A reforma de Veiga Simão no ensino: projecto de desenvolvimento social ou "disfarce humanista"?, in Análise Social, vol. 19, n. 77/79, 1983,  pp. 793-822.
89. ↑   Decreto- Lei n.º 307/71, su dre.pt.
90. ↑   Lei nº 5 / 73, su dre.pt.
91. ↑  (PT) A reforma do ministro "subversivo", in Jornal Expresso. URL consultato il 15 giugno 2020.
92. ↑   Decreto de Lei 402/73, su dre.pt.
93. ↑   Flags of the World, su fotw.info. URL consultato il 17 luglio 2011 (archiviato dall'url originale l'8 aprile 2014).
94. ↑  P. S. Lele, Dadra and Nagar Haveli: past and present, pubblicato da Usha P. Lele, 1987
95. ↑  Gomes, Carlos de Matos, Afonso, Aniceto. OS anos da Guerra Colonial - Wiriyamu, De Moçambique para o mundo. Lisboa, 2010
96. ↑   Adrian Hastings., The Telegraph (26 giugno 2001)
97. ↑   Riccardo Marchi, A direita radical na Universidade de Coimbra (1945–1974) (PDF), in Análise Social, vol. 43, n. 188, luglio 2008,  pp. 551-576. URL consultato il 3 marzo 2009 (archiviato dall'url originale il 3 marzo 2009).
98. ↑  (PT) Testemunhos (archiviato dall'url originale il 24 gennaio 2011)., Observatório da Emigração
99. ↑  (PT) Cronologia: Movimento dos capitães. Centro de Documentação 25 de Abril, Università di Coimbra
100. ↑  (PT) Arquivo Electrónico: Otelo Saraiva de Carvalho., Centro de Documentação 25 de Abril, Università di Coimbra
101. ↑   Died. Marcello Caetano, in Time, 10 novembre 1980 (archiviato dall'url originale il 1º ottobre 2007).
102. ↑  Maxwell, Kenneth (1986). Regime Overthrow and the Prospects for Democratic Transition in Portugal, in Transitions from Authoritarian Rule: Prospects for Democracy, a cura di Guillermo O'Donnell, Philippe C. Schmitter e Laurence Whitehead (Baltimora: Johns Hopkins), p. 113
103. ↑   Fiona Govan, Gen Franco wanted to declare war on Portugal, in The Telegraph, Madrid, 2008. URL consultato il 28 aprile 2015 (archiviato il 12 gennaio 2022).
104. ↑   Scott B. MacDonald, European Destiny, Atlantic Transformations: Portuguese Foreign Policy Under the Second Republic, 1974-1992, Transaction Publishers, 1993,  p. 81, ISBN 9781412822961.
105. ↑   Flight from Angola. The Economist (16 agosto 1975).
106. ↑   "Dismantling the Portuguese Empire". URL consultato il 15 febbraio 2023 (archiviato dall'url originale il 23 luglio 2013).. Time. 7 luglio 1975.
107. ↑   /np/exr/countryfacts/prt/index.htm "Portogallo: fatti in breve".. "FMI.org". 3 aprile 2020.
108. ↑  (PT) «Se soubesse como o País ia ficar, não fazia a revolução»., Diário de Notícias (13 aprile 2011)
109. ↑  (PT) "Otelo: precisamos de um homem honesto como Salazar"., in Diário de Notícias (21 aprile 2011)